# Canadian Pacific Railway
Canadian Pacific Railway (CPR) è una storica compagnia ferroviaria canadese fondata nel 1881. Tra il 1968 e il 1996 fu nota come CP Rail; dal 3 ottobre 2001 ha cominciato a operare come Canadian Pacific Railway Limited, quotata in Borsa a Toronto e a New York, in seguito a una ristrutturazione aziendale che ha comportato lo scorporo in cinque società separate delle precedenti divisioni aziendali.
La sede direzionale della compagnia è Calgary (Alberta) la sua sede statunitense è a Minneapolis. Gestisce una rete di circa 22.500 km di linee, attraverso il Canada e gli Stati Uniti d'America, che si estende da Montréal a Vancouver e fino a Edmonton. La sua rete ferroviaria serve alcune tra le principali città degli Stati Uniti quali Minneapolis, Milwaukee, Detroit, Chicago e New York.
La rete ferroviaria, nel periodo 1881-1885, fu costruita tra il Canada orientale e la Columbia Britannica (collegandosi con le ferrovie costruite in precedenza) nella Valle di Ottawa e nella Georgian Bay.
Fu la prima ferrovia transcontinentale del Canada a carattere essenzialmente merci ma per decenni rappresentò di fatto l'unico mezzo di trasporto a lunga distanza per i passeggeri della maggior parte delle regioni del Canada e fu determinante per la colonizzazione e lo sviluppo economico del Canada occidentale divenendo una delle più grandi e potenti compagnie ferroviarie del Canada, fino al 1975. 
 I servizi passeggeri vennero ceduti a VIA Rail a partire dal 1978. 

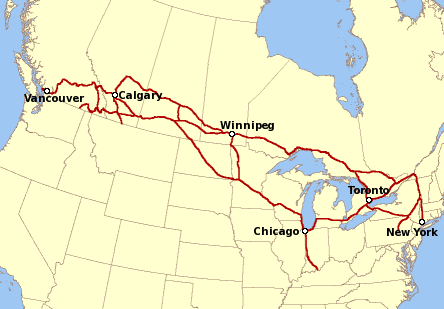
Schema di massima della rete Canadian Pacific

Dopo l'acquisizione, avvenuta nel 2021 della Kansas City Southern, nell'aprile del 2023 è stata creata la Canadian Pacific Kansas City, fusione tra le due aziende precedenti. 

## Storia

### Premesse

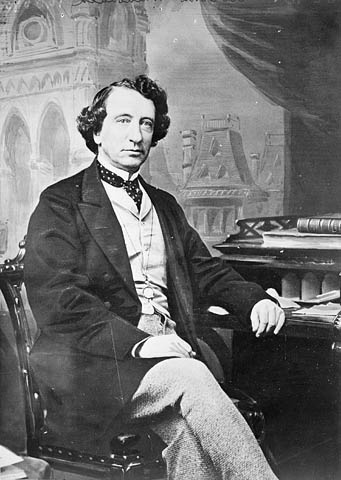
Sir John A. Macdonald

La rete Canadian Pacific Railway nacque come seguito delle iniziative intraprese, per tutta una serie di motivazioni diverse, dal governo conservatore del Primo Ministro John A. Macdonald. La Columbia Britannica, ad esempio, premeva per un collegamento di trasporto verso l'Oriente ponendolo come condizione per l'adesione alla Confederazione del Canada. 
La proposta del governo fu quella di costruire una ferrovia di collegamento tra la provincia canadese sul Pacifico e le province orientali entro un decennio, a partire dal 20 luglio 1871. L'opinione di Macdonald era che ciò fosse essenziale per creare un unico Stato canadese da costa a costa. Gli interessi manifatturieri del Québec e dell'Ontario manifestavano la necessità di un trasporto adeguato a fornire le materie prime e all'approvvigionamento dei mercati del Canada occidentale. Tra gli ostacoli alla realizzazione delle ferrovie ve ne fu uno politico in quanto il percorso più razionale era quello attraverso il "Midwest" americano e la città di Chicago in Illinois. A questo si aggiungeva quello orografico della difficoltà di attraversamento delle Montagne Rocciose canadesi. Un percorso interamente canadese avrebbe inoltre richiesto l'attraversamento di oltre 2500 km di terreno accidentato attraverso lo sterile Canadian Shield e il muskeg dell'Ontario settentrionale. Per promuovere e sostenere la scelta di tale difficile percorso il governo offerse enormi incentivi tra cui vaste concessioni di terreni.

### Prime costruzioni tra lotte politiche e speculazioni
Nel 1873 John A. Macdonald e altri politici di alto rango furono coinvolti nel cosiddetto "scandalo Pacific" in quanto concessero i contratti federali alla Canada Pacific Railway Company di Hugh Allan piuttosto che alla Inter-Ocean Railway Company di David Lewis Macpherson pensata come collegamento con la statunitense Northern Pacific Railway Company. Lo scoppio dello scandalo travolse il partito conservatore che perdette il mandato nello stesso anno. Il nuovo governo liberale del Primo Ministro, Alexander Mackenzie, ordinò la costruzione di tratti della ferrovia, prevista come impresa pubblica, sotto la supervisione del Dipartimento dei Lavori pubblici guidato da Sandford Fleming. Durante i primi anni furono effettuate varie rilevazioni su una serie di percorsi alternativi nel territorio vergine seguiti dalla costruzione di un telegrafo lungo le linee che erano state concordate.
La tratta del Distretto di Thunder Bay (Ontario) di collegamento tra il Lago Superiore e Winnipeg (Manitoba) fu avviata nel 1875. Entro il 1880 erano quasi pronti circa 1100 km di linea attraverso il difficile terreno canadese e i treni circolavano già su quasi 500 chilometri di binari
.

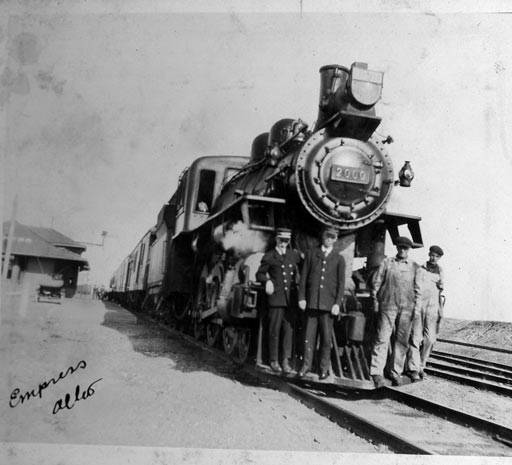
Foto di locomotiva e di impiegati della CPR

Il ritorno al potere di Macdonald il 16 ottobre 1878 portò a una politica di costruzioni più aggressiva. Macdonald confermò Port Moody in Columbia Britannica quale terminale della ferrovia transcontinentale annunciando inoltre che il tracciato avrebbe seguito il percorso dei fiumi Fraser e Thompson tra Port Moody e Kamloops. Nel 1879 il governo federale emise obbligazioni sulla piazza di Londra e bandì una gara per la costruzione di 330 km di ferrovia da Yale, in Columbia Britannica, a Savona, sul Lago Kamloops. Il contratto fu assegnato ad Andrew Onderdonk che diede inizio ai lavori il 15 maggio 1880. Dopo il completamento della sezione Onderdonk ottenne anche i contratti per costruire tra Yale e Port Moody e tra il terminale dei traghetti di Savona ed Eagle Pass.

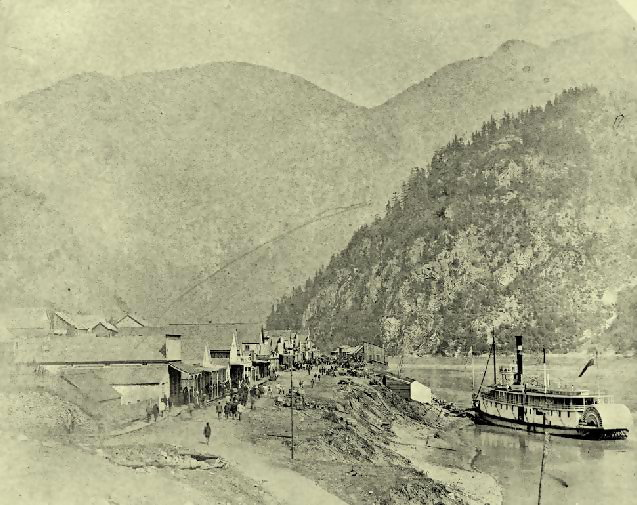
Yale durante la costruzione della ferrovia, nel 1882

Il 21 ottobre 1880 un nuovo raggruppamento di imprenditori (non collegato a Hugh Allan) firmò un contratto con il governo di Macdonald e Sandford Fleming venne estromesso; l'accordo prevedeva di costruire la ferrovia in cambio di 25 milioni di dollari canadesi dell'epoca (equivalenti a circa 625 milioni di moderni dollari canadesi) garantiti dal governo e della proprietà di 100.000 km² di terreni. Il governo trasferì alla nuova società le sezioni di ferrovia già costruite a carico dello Stato e costate oltre 25 milioni di dollari ma il cui valore di mercato era di oltre il doppio.

### Nasce la Canadian Pacific Railway Company
Il governo assunse a proprio carico anche i costi di rilevamento ed esentò la ferrovia dal pagamento di tasse di proprietà per 20 anni. Il gruppo imprenditoriale, che aveva stabilita la sede a Montreal, comprendeva ufficialmente cinque soggetti: il barone George Stephen, James J. Hill, l'affarista Duncan McIntyre, Richard B. Angus e John Stewart Kennedy. Facevano parte del gruppo, non ufficialmente ma con un significativo interesse finanziario, anche Donald Alexander Smith e Norman Kittson. Il 15 febbraio 1881 l'accordo venne confermato legalmente ottenendo il "royal assent"; il giorno dopo veniva ufficializzata la Canadian Pacific Railway Company non senza contestazioni.

### La rete di trasporto si struttura, tra 1881 e 1885
.

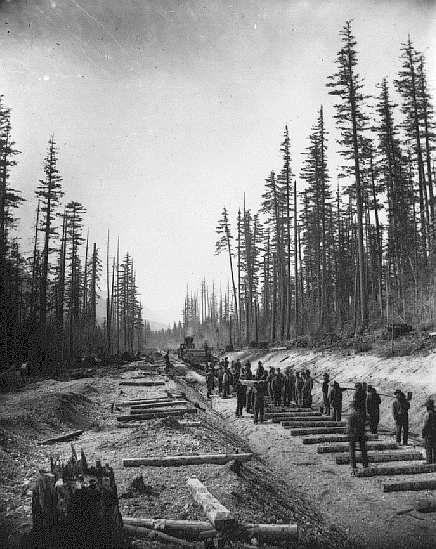
Posa dei binari della Canadian Pacific Railway nella bassa valle del Fraser (1881)

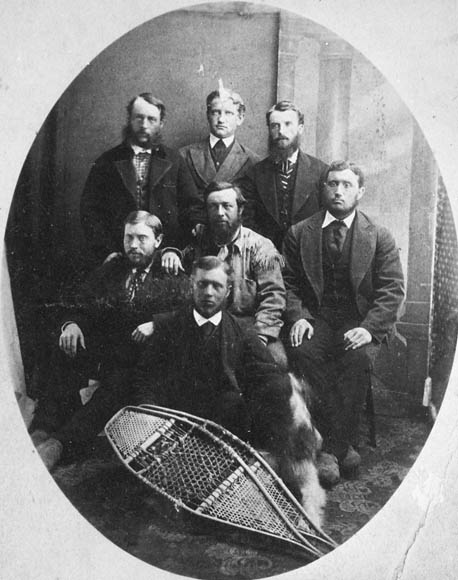
Dirigenti e maestranze della Canadian Pacific Railway Survey; 1872

L'espansione verso ovest della Canadian Pacific Railway ebbe inizio da Bonfield (precedentemente denominata Stazione Callander) in Ontario dove era già presente il terminale della Canada Central Railway (CCR) che era di proprietà di Duncan McIntyre e venne presa in affitto dalla CPR. La linea della CCR era stata costruita iniziando da Brockville e si era estesa a Pembroke seguendo un percorso verso ovest lungo il fiume Ottawa, per Cobden, Deux-Rivières e Mattawa (alla confluenza dei fiumi Mattawa e Ottawa) giungendo infine a Bonfield. La CCR nel 1881 venne infine fusa con la Canadian Pacific e il McIntyre ne divenne uno dei manager.
Il percorso suggerito da Sandford Fleming attraversava la fertile valle del fiume North Saskatchewan e le Montagne Rocciose via Yellowhead Pass ma la Canadian Pacific preferì realizzare un percorso più a sud attraverso l'arido "Palliser's Triangle" (Triangolo di Palliser), nel Saskatchewan, via Kicking Horse Pass scendendo lungo Field Hill a Rocky Mountain Trench. Tale percorso più diretto e più prossimo al confine statunitense aveva lo scopo di contrastare eventuali sconfinamenti di ferrovie americane verso i mercati canadesi ma presentava numerosi svantaggi; il tracciato in Columbia Britannica attraversava la catena montuosa delle Selkirk Mountains e non vi erano al momento certezze se ciò fosse realizzabile. I rilievi vennero affidati a un certo maggiore Albert Bowman Rogers dietro promessa di un compenso di $ 5.000 e che il passo sarebbe stato intitolato a suo nome. Il passaggio venne trovato nell'aprile 1881 e fu denominato dalla CPR "Rogers Pass" mantenendo la promessa,.
Un ulteriore ostacolo al passaggio della ferrovia nell'Alberta fu il fatto che il territorio era controllato dai Piedi Neri. Fu determinante l'opera del sacerdote cattolico Albert Lacombe che persuase i Piedi Neri a non ostacolare l'opera; in cambio dell'assenso, il capo Crowfoot ricevette un pass a vita sulla ferrovia. La scelta del percorso ebbe però conseguenze negative nel lungo periodo; a differenza di quello proposto da Fleming il terreno circostante la ferrovia si rivelava troppo arido per coltivazioni redditizie. Sembra che la CPR avesse dato troppo credito alle relazioni del naturalista John Macoun che avendo attraversato il territorio in un periodo di grandi piogge ne aveva tratto la conclusione errata che il territorio fosse fertile.
La più grande difficoltà del percorso fu al Passo del Kicking Horse, nel cosiddetto spartiacque continentale delle Americhe al confine Columbia Britannica-Alberta. Il fiume Kicking Horse River scende nei primi 6 km a ovest della vetta da 1.625 m fino a 350 m. Il forte dislivello, una volta raggiunto il passaggio nel 1884, costrinse il CPR (a corto di fondi) a costruire un tratto di 7 km con una pendenza del 45 per mille. Questa era più di quattro volte la pendenza massima raccomandata per le ferrovie dell'epoca ed anche le ferrovie moderne raramente superano il 20 per mille. Comunque, la via era molto più diretta di quella attraverso il Yellowhead Pass e diminuiva di varie ore il tempo occorrente per i passeggeri e le merci. La tratta ferroviaria, definita della "Big Hill", fu dotata di binari di salvamento e sicurezza in diversi punti e il limite di velocità per i treni discendenti fu fissato a 10 km all'ora; vennero ordinati tipi speciali di locomotiva. Nonostante queste misure, numerosi furono i casi di fuga incontrollata di materiali e perfino della prima locomotiva, che apparteneva ai contraenti. Tale stato di cose sarebbe durato per 25 anni fino al completamento del tracciato in tunnel a spirale della Big Hill realizzato nei primi anni del XX secolo.

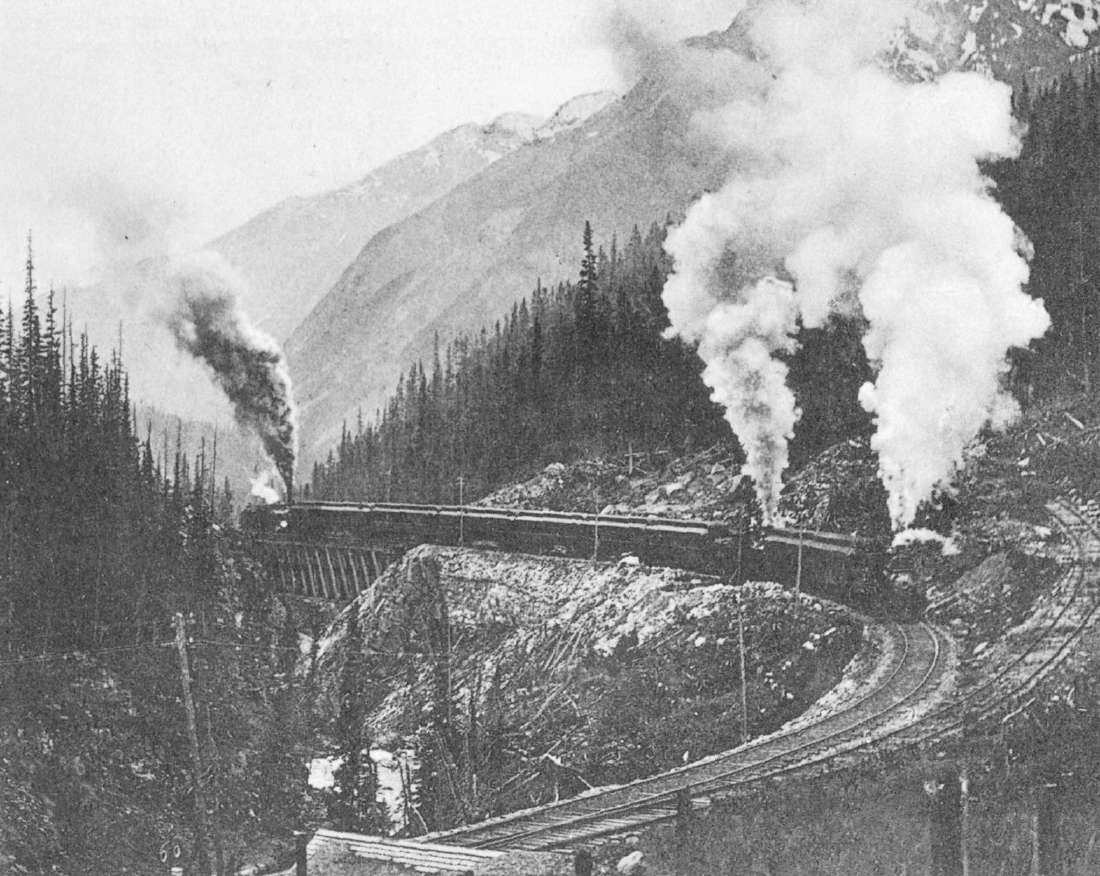
La Big Hill con un treno in tripla trazione in salita

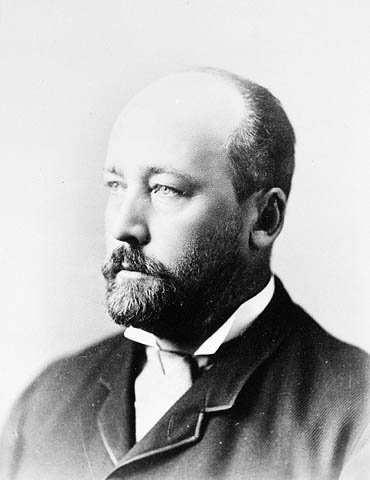
Sir William Cornelius Van Horne

Dato che la costruzione della ferrovia procedeva troppo lentamente i funzionari della Canadian Pacific, nel 1882, assunsero William Cornelius Van Horne quale supervisore della costruzione dietro lauto compenso; questi promise la consegna di 800 km di linea entro l'anno; un'alluvione ritardò l'inizio della stagione favorevole alla costruzione, ciononostante, furono realizzati circa 670 km di linea completi di binari secondari e raccordi. Il ramo di Thunder Bay (Ontario) fu completato nel giugno 1882 a cura del Dipartimento Ferrovie e Canali e raggiunse la linea della CPR nel maggio del 1883; per la prima volta nella storia del Canada, tutto il traffico lacustre e ferroviario per Winnipeg si trovava connesso. Entro la fine del 1883 la ferrovia aveva raggiunto le Montagne Rocciose, a soli otto chilometri ad est del Passo del Kicking Horse. Le campagne di costruzione del 1884 e del 1885 sarebbero state spese nelle montagne della Columbia Britannica e sulla sponda nord del Lago Superiore.

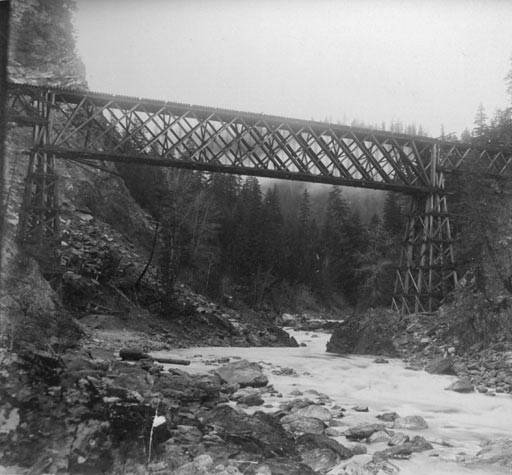
Ponte a traliccio della CPR

Alla realizzazione della ferrovia concorsero molte migliaia di manovali, di cui molti erano immigrati europei; ricevevano tra 1 e 2 dollari e mezzo al giorno ma dovevano pagarsi il cibo, i vestiti, il trasporto al luogo di lavoro, la posta e le cure mediche. Per i lavori in Columbia Britannica gli appaltatori governativi reclutarono manodopera dalla Cina (i cosiddetti coolies); i lavoratori cinesi ricevevano tra 75 centesimi e 1,25 dollari al giorno, pagati in riso, non comprese le spese, ma per contro erano impiegati nei lavori più pericolosi e con gli esplosivi. 
Le famiglie dei cinesi periti in incidenti sul lavoro non ricevevano compensi o notificazioni di mortalità. Molti tra i sopravvissuti non avevano abbastanza denaro per ritornare alle loro famiglie nonostante questo rientrasse tra i patti; rimanevano spesso in isolamento e in condizioni di povertà estrema nonostante fossero buoni lavoratori ed avessero avuto un ruolo chiave nella costruzione della ferrovia. Nel 2006 il governo Canadese rivolse ufficialmente le sue scuse alla popolazione cinese in Canada per il trattamento subito sia durante che dopo la costruzione della CPR.
Dal 1883 in poi la costruzione della ferrovia progrediva rapidamente ma la CPR correva pericolo di rimanere a corto di fondi. Il 31 gennaio 1884 il governo approvò il "Railway Relief Bill" che stanziava ulteriori 22,5 milioni di dollari canadesi in prestito al CPR. Il disegno di legge ricevette il consenso reale il 6 marzo 1884.

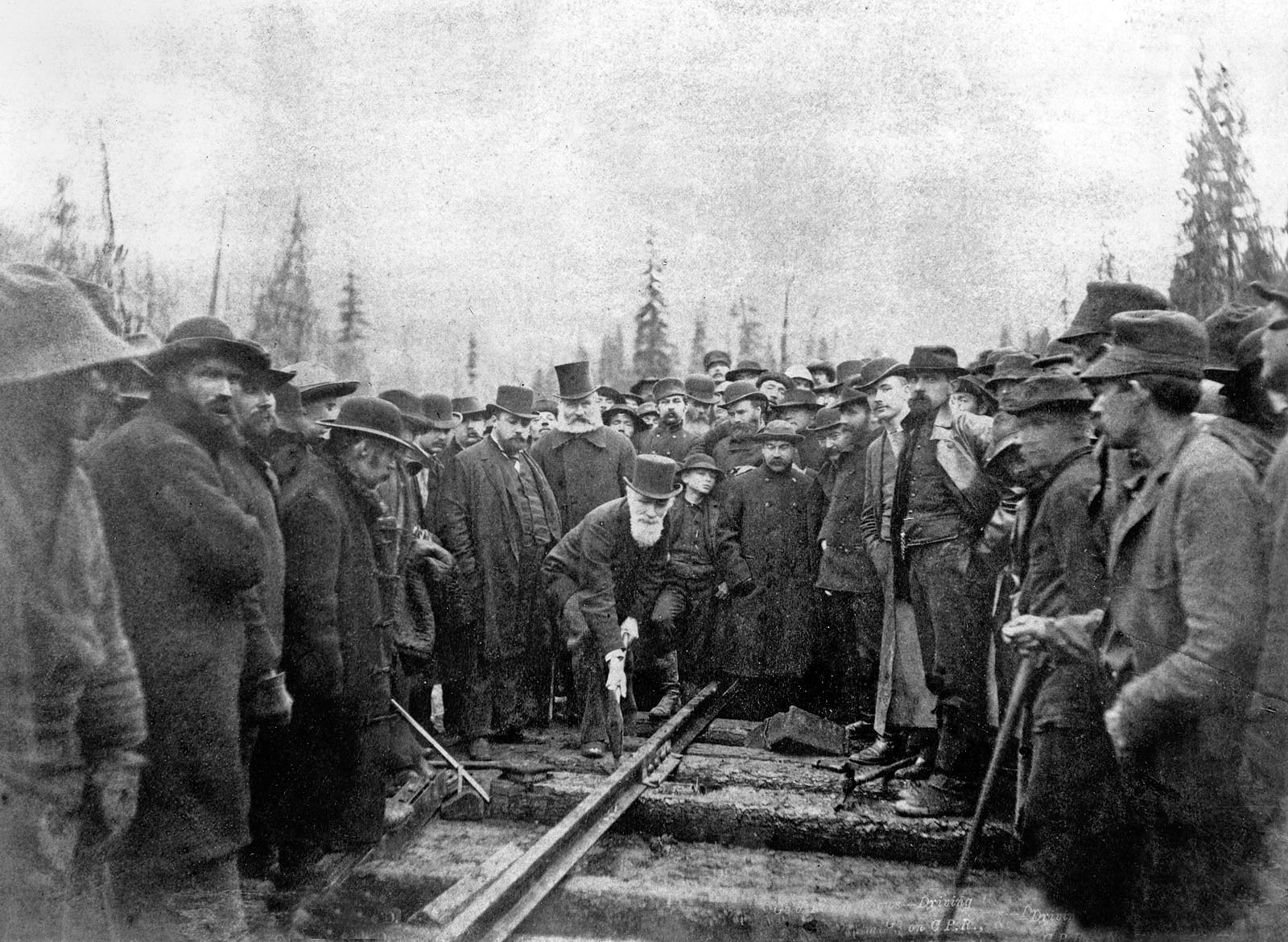
Donald Smith, in seguito noto come Lord Strathcona, batte l'ultimo chiodo di fissaggio del binario, a Craigellachie, British Columbia, il 7 novembre 1885

Nel marzo 1885 esplose la rivolta nel Distretto di Saskatchewan. Van Horne, che si trovava ad Ottawa, suggerì al governo di utilizzare la ferrovia per trasportare le truppe a Qu'Appelle, nel Distretto di Assiniboia; anche se alcune sezioni erano incomplete o non erano state ancora utilizzate in precedenza il trasporto venne completato in nove giorni e la ribellione fu rapidamente domata. 
Sembra che il governo in ricompensa del servizio, abbia successivamente consolidato il debito della CPR e fornito altri 5 milioni in prestito.
Il 7 novembre 1885, a Craigellachie in Columbia Britannica, Donald Smith pose l'ultimo chiodo di fissaggio dei binari CNR. Quattro giorni prima era stato posto, appena ad ovest di Jackfish, in Ontario, l'ultimo della tratta del Lago Superiore. La ferrovia era stata completata quattro anni dopo il termine, fissato in origine nell'anno 1881, ma oltre cinque anni prima della nuova data, prevista da Macdonald, del 1891. La realizzazione di un così vasto progetto, anche se costellata di ritardi e di scandali, fu un grande risultato di ingegneria e di determinazione politica considerata la scarsità di popolazione del paese, la limitatezza dei capitali e le difficoltà dei terreni attraversati. Era, al momento, la più lunga ferrovia mai costruita. Aveva impiegato 12.000 uomini e 5.000 cavalli solo per la costruzione della sezione del lago Superiore.
Nel Canada orientale la Canadian Pacific creò una rete di linee tra Québec e St. Thomas (Ontario) entro il 1885 e approntò una flotta di navi per collegare i suoi vari terminali dei Grandi Laghi. Il 4 gennaio 1884, stipulò un contratto di locazione per 999 anni della società ferroviaria Ontario e Quebec Railway (O & D) realizzando una linea tra Perth e Toronto (completata il 5 maggio 1884) per collegare tra loro le varie acquisizioni di linee. Nel 1895 acquisì inoltre una partecipazione di minoranza nella Toronto, Hamilton e Buffalo Railway per ottenere un collegamento con New York e il Nord-Est degli Stati Uniti.

### La rete diventa transcontinentale: 1886–1900
La rete era praticamente realizzata ma a causa dei "risparmi" sui costi di costruzione della ferrovia il servizio transcontinentale regolare poté essere avviato dopo sette mesi, dopo avere realizzato una serie di accorgimenti per migliorare le condizioni complessive della ferrovia (troppo soggetta a interruzioni per neve in montagna a causa della mancanza di spazzaneve). 
Il primo treno passeggeri transcontinentale partì dalla stazione di Dalhousie a Montreal, situata tra Berri Street e Notre Dame Street, alle ore 8 di sera del 28 giugno 1886 e arrivò a Port Moody a mezzogiorno del 4 luglio 1886. Il treno era composto da due bagagliai, una carrozza postale, una di seconda classe, due salone, due di prima classe, due con letti e una ristorante (mentre diverse carrozze ristorante utilizzate durante il viaggio venivano di volta in volta rimosse durante la notte e riprese al mattino).

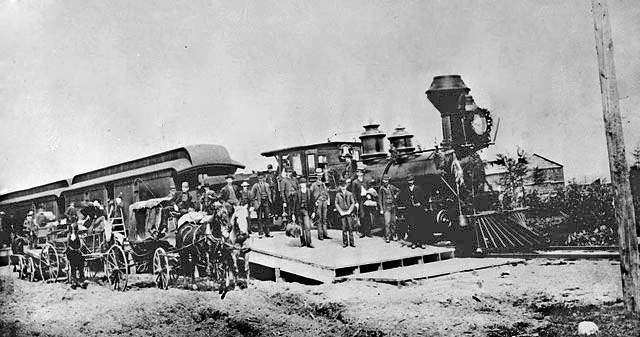
Il primo treno transcontinentale in arrivo a Port Arthur, Ontario, il 30 giugno 1886

Non molto tempo dopo la Canadian Pacific prese la decisione di spostare il capolinea occidentale da Port Moody a Granville, ribattezzata "Vancouver" lo stesso anno. Il primo treno ufficiale arrivò a Vancouver il 23 maggio 1887, anche se la linea era già in uso da tre mesi. La linea divenne rapidamente redditizia permettendo il rimborso di tutti i prestiti ottenuti dal governo federale prima della loro scadenza. Nel 1888 fu attivata una diramazione tra Sudbury e Sault Sainte Marie, Ontario, dove la CPR si collegava con il sistema ferroviario americano e le sue navi a vapore. Nello stesso anno furono avviati i lavori per una linea da London al confine americano a Windsor. La linea fu inaugurata il 12 giugno 1890.
La CPR affittò anche la New Brunswick Railway nel 1891 per 991 anni e costruì la International Railway of Maine connettendo Montreal con Saint John (Nuovo Brunswick) nel 1889. La connessione con Saint John sulla costa atlantica fece divenire la CPR la prima vera società ferroviaria trascontinentale del Canada consentendo ai servizi transatlantici merci e passeggeri di continuare a funzionare anche d'inverno quando il mare ghiacciava nel Golfo di San Lorenzo chiudendo il porto di Montreal.
Dal 1896 la concorrenza con la Great Northern Railway per il traffico nel sud della Columbia Britannica costrinse la Canadian a costruire una seconda linea attraverso la provincia, a sud di quella originale. Van Horne, divenuto presidente della CPR, chiese l'aiuto del governo ottenendo un finanziamento di circa 3,6 milioni di dollari per costruire una ferrovia da Lethbridge (Alberta) via Crowsnest Pass, alla sponda sud del Lago Kootenay; in cambio la CPR avrebbe ridotto in perpetuo i tassi di nolo per i prodotti di primaria importanza spediti in Canada occidentale.
Il controverso accordo del Crowsnest Pass effettivamente riuscì a bloccare il tasso di carico sui cereali prodotti e i prezzi di alcuni prodotti coloniali occidentali ai livelli del 1897. Anche se temporaneamente sospeso durante la prima guerra mondiale, il "Crow Rate" fu sostituito dal Grain Transportation Act solo nel 1983; ciò consentì l'aumento graduale dei prezzi di trasporto del grano. La linea del Crowsnest Pass fu inaugurata il 18 giugno 1898; seguiva un complicato percorso attraverso il dedalo di valli e passaggi del sud della Columbia Britannica, ricongiungendosi alla linea principale originale a Hope (Columbia Britannica) dopo aver attraversato le Cascade Mountains attraverso il Passo di Coquihalla.
La linea principale meridionale, nota come Kettle Valley Railway in British Columbia, fu costruita in risposta alla forte espansione mineraria ed economica e alla naturale tendenza locale (per ragioni geografiche) delle popolazioni del sud della Columbia a stabilire relazioni commerciali con i vicini stati degli Stati Uniti piuttosto che con Vancouver o con il resto del Canada. Il fatto era visto come una forte minaccia sia alla sicurezza nazionale che al controllo delle risorse proprie della provincia. Il servizio di trasporto passeggeri locale fu dirottato sulla nuova linea sud, che collegava molte piccole città emergenti in tutta la regione. Le linee indipendenti e sussidiarie CPR che furono poi messe in relazione a questo percorso furono la Shuswap e Okanagan Railway, la Kaslo e Slocan Railway, la Columbia e Kootenay Railway, la Columbia e Western Railway e varie altre.

#### Il contributo della CPR allo sviluppo del Canada occidentale
A lavori di costruzione conclusi era evidente il fatto che la CPR aveva costruito una ferrovia principalmente attraverso praterie desertiche la cui utilità era discutibile agli occhi di molti. Per costruire la ferrovia il governo canadese aveva concesso 100.000 km² alla Canadian Pacific; questa di conseguenza intraprese un'intensa campagna di persuasione per promuovere l'immigrazione in Canada. Agenti della Pacific aprirono molte sedi estere nelle quali veniva offerto spesso un pacchetto comprendente un passaggio su una nave CP, un viaggio su un treno CP e un lotto di terreno venduto dalla ferrovia CP al prezzo di 2,50 dollari l'acro a condizione che la terra venisse coltivata

### Evoluzione del sistema CPR nel primo ventennio del XX secolo

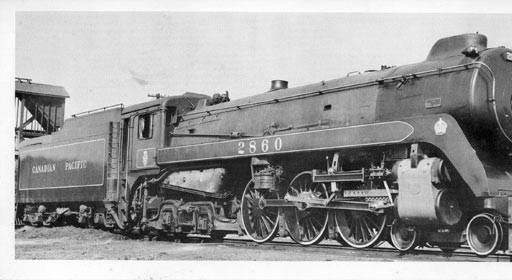
Locomotiva 2860 della Canadian Pacific

Nel primo decennio del XX secolo la Canadian Pacific continuò a costruire nuove linee o ad acquisirne. Nel 1908 fu aperta una linea che collegava Toronto e Sudbury. Precedentemente il traffico proveniente dal sud dell'Ontario e diretto a ovest compiva un percorso tortuoso attraverso l'Ontario orientale. Fu migliorata anche l'operatività delle ferrovie del Canada occidentale. Nel 1909 la Canadian Pacific completò due importanti opere di ingegneria ferroviaria: la più significativa fu la sostituzione del cosiddetto "Big Hill", l'antico e difficile percorso che era l'handicap della linea principale, sostituito da una galleria elicoidale che riduceva la pendenza originale dal 45 per mille al valore del 22 per mille; la galleria fu aperta nel mese di agosto. Nel marzo 1909 la CPR fu attivato il nuovo ponte in ferro sul fiume Red Deer, sulla Calgary-Edmonton, in sostituzione di quello vecchio in legno; i lavori erano iniziati nel mese di aprile 1908.

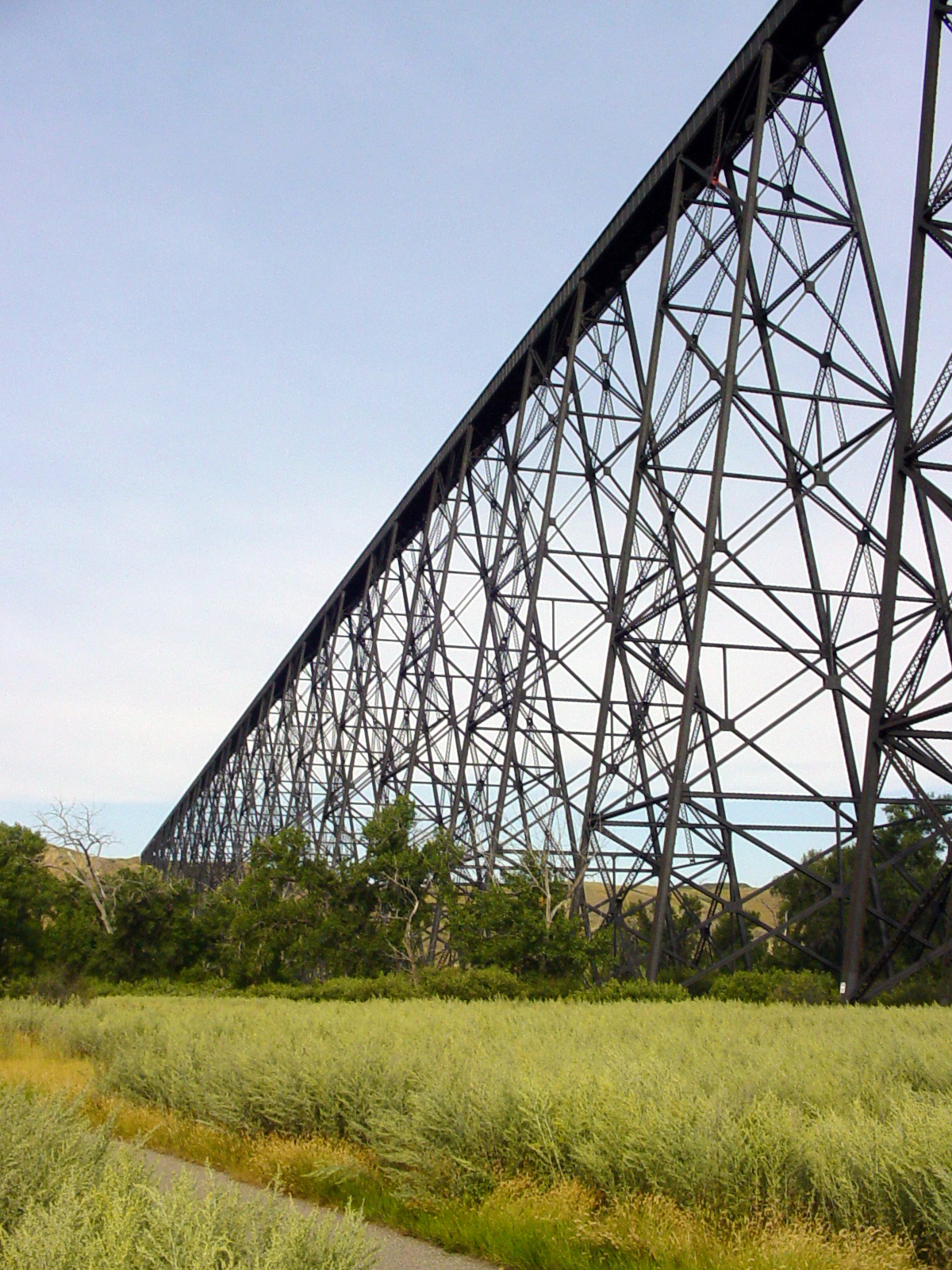
Viadotto di Lethbridge

Il 3 novembre 1909 venne aperto il viadotto di Lethbridge sul fiume Oldman nello Stato di Alberta; lungo 1624 m e alto 96 m, sul fondo valle, era uno dei più lunghi ponti ferroviari del Canada. Nel 1916 la CPR sostituì, mediante il tunnel Connaught, lungo 8 km, sotto il Monte Macdonald la linea attraverso il Rogers Pass, che era spesso soggetta a valanghe che nel solo 1910 avevano ucciso 62 uomini; al tempo fu la galleria ferroviaria più lunga dell'emisfero occidentale.
Nel 1912, il 3 gennaio, venne acquisita la Dominion Atlantic Railway, in Nuova Scozia, e ciò permise alla Canadian Pacific l'accesso ad Halifax, importante porto sull'Atlantico. Dominion Atlantic, isolata dal resto della rete CPR, utilizzava la linea della CNR per l'interscambio e operava i servizi di traghettamento sulla Baia di Fundy, per passeggeri e merci, tra il porto di Digby e la stazione Canadian Pacific di Saint John, in Nuovo Brunswick. Le navi a vapore Dominion Atlantic collegavano, per passeggeri e merci, Yarmouth con Boston e New York. Il 1º luglio 1912, CPR acquistò anche la Esquimalt and Nanaimo Railway, una ferrovia sull'Isola di Vancouver che venne collegata alla rete CPR mediante traghetti ferroviari. Il 14 dicembre 1912 CPR acquistò anche la Quebec Central Railway.
Negli ultimi anni del XIX secolo la compagnia aveva intrapreso anche un ambizioso programma di costruzione di hotel: la "Casa di Ghiaccio" nel Glacier National Park, il Mount Stephen House a Field, in Columbia Britannica, lo Château Frontenac a Québec e il Banff Springs Hotel. Nello stesso periodo la CPR entrò in concorrenza con altre tre linee intercontinentali in crisi economica che nel 1919, insieme alla rete Intercolonial Railway vennero fuse nella Canadian National Railway di proprietà statale.
Il 21 gennaio 1910, un treno passeggeri deragliò sul ponte sul fiume Spagnolo (Ontario) nella località di Nairn nei pressi di Sudbury facendo almeno 43 vittime 
Il CPR subì la sua più grande perdita di vite umane, in seguito all'affondamento del suo piroscafo Empress of Ireland, inabissatosi dopo una collisione con il norvegese SS Storstad il 29 maggio 1914, (Canadian Pacific Steamship Company), nel Fiume San Lorenzo con 1.024 persone, di cui 840 passeggeri.

### La CPR e la prima guerra mondiale
Lo scoppio della prima guerra mondiale coinvolse interamente la CPR che dovette mettere le sue risorse interamente a disposizione dell'impero britannico, non solo i treni e le linee ferroviarie ma anche le navi, i depositi, gli alberghi e i propri mezzi di comunicazione, oltre che il suo personale. Il suo impegno nel trasporto di truppe ed armamenti coinvolse 52 delle sue navi (delle quali ne sopravvissero soltanto 27 unità) trasportando oltre un milione tra truppe e passeggeri e 4 milioni di tonnellate di merci. Vennero stanziati anche fondi per circa 100 milioni di dollari canadesi da erogare agli Alleati. A conflitto finito la Canadian commissionò a sue spese tre statue e 23 lapidi commemorative dei caduti. Dopo la guerra il governo federale del Canada costituì la Canadian National Railway (CNR, e successivamente CN) rilevando diverse compagnie ferroviarie in difficoltà economica; questa divenne il maggiore concorrente della Canadian Pacific. Nel 1923 Henry Worth Thornton sostituì David Blyth Hanna divenendo il secondo presidente CNR Durante questo periodo furono definite legalmente le concessioni ferroviarie di terreni.

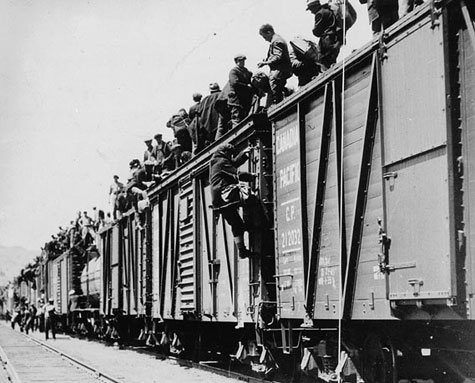
Disoccupati arrampicati su carri merci nel corso dell'On-to-Ottawa Trek, 1935

### Grande Depressione e seconda guerra mondiale; 1929–1945
Il decennio 1929-1939, con la Grande depressione, fu fonte di difficoltà anche per la Canadian Pacific che risentì del periodo ma non quanto la compagnia rivale governativa Canadian National perché meno indebitata; ridimensionò tuttavia alcuni dei suoi servizi passeggeri e merci e bloccò l'emissione dei dividendi agli azionisti dal 1932. Le difficoltà sociali del tempo portarono alla creazione di nuovi partiti politici e a proteste popolari tra cui è ricordata la cosiddetta "On-to-Ottawa Trek" (una vera e propria marcia su Ottawa).

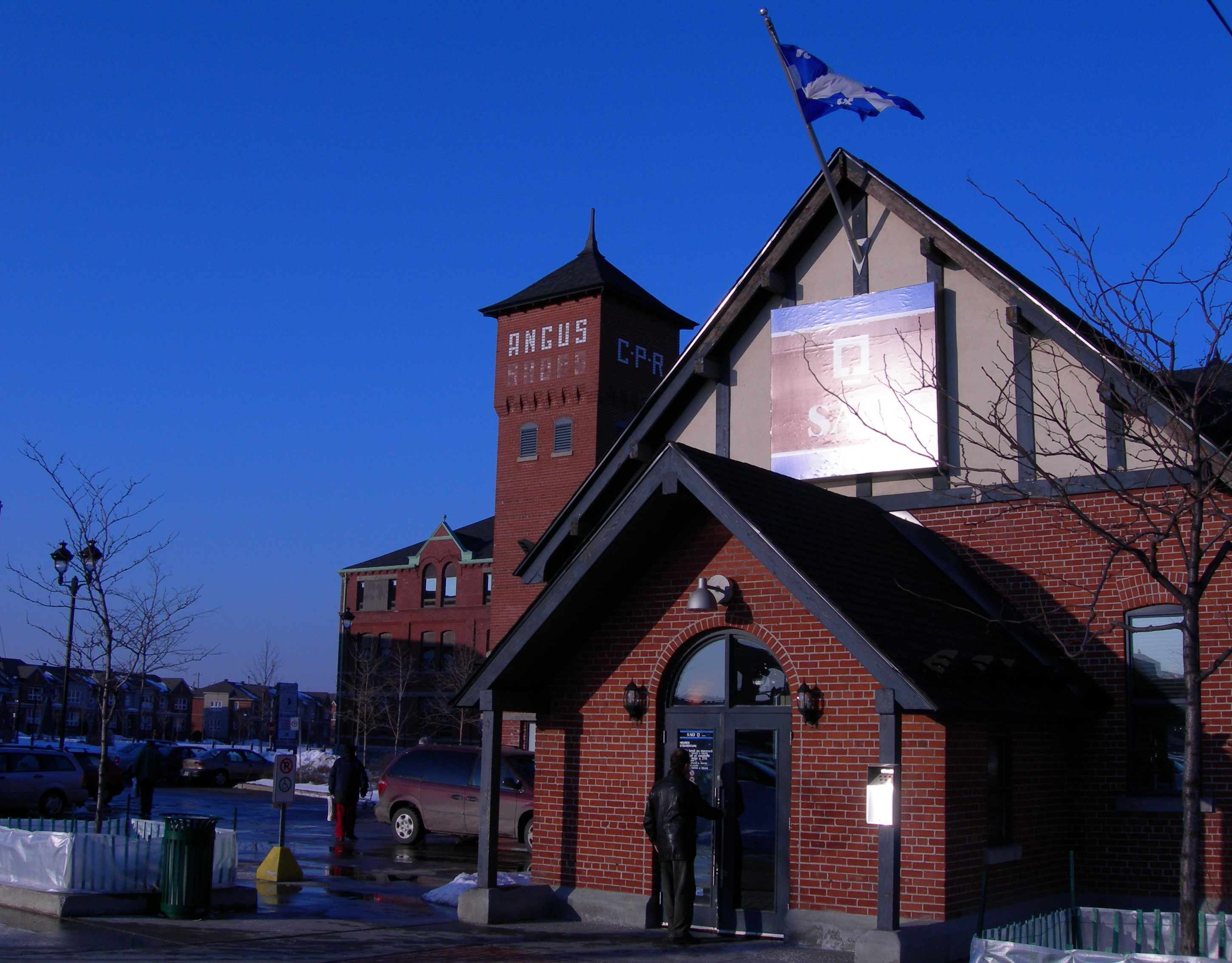
Edificio ex-Angus Shops convertito in stabilimento enologico

Un importante evento per la ferrovia e per il Canada fu la visita di Re Giorgio VI e della Regina Elisabetta nel 1939. CPR e CNR condivisero il compito di trainare il treno reale attraverso il paese nel corso degli spostamenti tra le città di Québec e Vancouver. Nello stesso anno scoppiò la seconda guerra mondiale e come era avvenuto nel caso della prima, anche in questo caso la CPR impegnò buona parte delle sue risorse per lo sforzo bellico. Furono riconvertite le fabbriche, gli Angus Shops di Montreal, per la produzione di carri armati Valentine e altri veicoli blindati; vennero trasportate truppe e risorse in tutto il paese e impegnate 22 delle proprie navi; 12 di queste vennero affondate.

### Dal dopoguerra alla fine degli anni settanta. Lo scorporo
Nel dopoguerra l'industria dei trasporti iniziò a cambiare anche in Canada. Le ferrovie, che precedentemente erano i fornitori quasi esclusivi di servizi merci e passeggeri, iniziarono a cedere il posto al trasporto su strada, sia merci che passeggeri, e a quello aereo per il trasporto a lunga distanza. Ciò danneggiò solo in parte gli interessi della Canadian Pacific in quanto proprietaria anche di linee aeree e di autobus ma le operazioni di trasporto merci della ferrovia continuarono a prosperare nel settore delle materie prime e dei prodotti sfusi. Decadde invece rapidamente la redditività del trasporto passeggeri su ferro. Nella prima metà degli anni cinquanta, pertanto, la compagnia introdusse innovazioni nel servizio passeggeri. Nel 1955 fu creato il nuovo treno di lusso transcontinentale, The Canadian. Tuttavia, a partire dal 1960, l'azienda iniziò il taglio dei servizi di trasporto passeggeri su molte delle sue linee diramate; soppresse il suo treno transcontinentale The Dominion nel 1966 e nel 1970 iniziò ad effettuare in maniera discontinua anche il The Canadian. Per circa 8 anni proseguì in tal senso ottenendo soltanto un'ulteriore diminuzione del traffico passeggeri sul treno.
Nel 1968, nell'ambito di una riorganizzazione aziendale, ciascuna delle principali attività del CPR, incluse le operazioni ferroviarie, vennero riorganizzate come società distinte. Il nome della società che si occupava della ferrovia fu cambiato in CP Rail mentre la società madre cambiò il suo nome in "Canadian Pacific Limited" nel 1971. Il settore aereo, le telecomunicazioni, gli hotel e il patrimonio immobiliare vennero scorporati e la loro proprietà trasferita alla nuova "Canadian Pacific Investments". L'azienda, scartato il suo vecchio logo con il castoro, adottò il nuovo logo Multimark che venne utilizzato, con un colore di sfondo diverso, per ciascuna delle nuove società partecipate.
Il 29 ottobre del 1978, Canadian Pacific cedette tutto il proprio servizio passeggeri (CP Rail) a VIA Rail, la "Crown corporation" federale creata per la gestione di tutti i servizi passeggeri intercity di CP Rail e di CN

### Mutamenti di assetto tra 1979–2001. Rinasce Canadian Pacific Railway
Il 10 novembre 1979 a Mississauga, in Ontario, un treno merci di 106 carri merci che trasportava merci pericolose ed esplosivi deragliò senza vittime ma provocando l'evacuazione cautelativa di 200.000 persone
Nel 1984 Canadian Pacific iniziò la costruzione di un tunnel sotto il Monte Macdonald in luogo del precedente "Connaught Tunnel" sotto le Selkirk Mountains; attivato nel 1988, con 14,7 km, fu il più lungo d'America. Nel corso degli anni ottanta la partecipata, Soo Line Railroad, intraprese diverse operazioni; acquistò la Minneapolis, Northfield and Southern Railway nel 1982 e, il 21 febbraio 1985, acquisì una parte societaria consistente della Milwaukee Road fondendosi infine con essa il 1º gennaio 1986. Nello stesso periodo Canadian Pacific acquisì il controllo della Toronto, Hamilton and Buffalo Railway (TH&B) da Conrail e qualche tempo dopo la inglobò nel proprio sistema ferroviario; nel 1985 il nome e il marchio nel 1985 (TH&B) scomparvero definitivamente. Nel 1987 buona parte della rete della regione dei Grandi Laghi, in buona parte Soo Line, fu scorporata creando Wisconsin Central, successivamente ceduta a Canadian National Railway.
In seguito all'accordo di libero scambio USA-Canada del 1989 che liberalizzò il commercio tra le due nazioni continuò, durante i primi anni 1990, l'espansione della Canadian Pacific che, nel 1990, acquisì il controllo totale della Soo Line acquistando anche la Delaware and Hudson Railway nel 1991. Queste due acquisizioni fornirono alla Canadian Pacific l'accesso ferroviario alle maggiori città americane quali Chicago (attraverso Soo Line) e New York City (tramite Delaware and Hudson).
Nel corso degli anni successivi Canadian Pacific ridimensionò la sua rete mediante vendite o dismissioni di tratte diramate o di linee secondarie; tale politica ebbe un risvolto negativo in quanto furono abbandonati anche molti silos di ammasso delle granaglie posti per il carico e scarico via ferrovia. Fu interessata principalmente la regione conosciuta come il "Canada Breadbasket" e comprese tutte le linee ad est di Montreal, in Maine e Nuovo Brunswick fino al porto di Saint John (che operava sotto il marchio Canadian Atlantic Railway) che furono vendute o abbandonate.
Nel 1996 Canadian Pacific trasferì la propria sede operativa dalla stazione Windsor, a Montreal, a Calgary, nell'Alberta; in essa dal nuovo Centro di gestione della rete (NMC) veniva controllato il movimento dei treni dal Porto di Vancouver al Nord Ontario. Una sede più piccola rimase alla stazione Windsor per controllare il traffico dei treni da Mactier al porto di Montreal. Nello stesso anno spostò gli uffici direzionali a Calgary e riprese il vecchio nome Canadian Pacific Railway. Una nuova compagnia sussidiaria, la St. Lawrence and Hudson Railway (StL & H), fu creata per gestire i servizi non remunerativi nel Nord-est, Québec, sud ed est Ontario, diritti di transito su Chicago e la Delaware and Hudson Railway nel nord-est degli Stati Uniti. La nuova società intraprese dismissioni e scorporo di brevi tratte; istituì servizi su commissione di trasporto merci riuscendo rapidamente a recuperare redditività. Il 1º gennaio 2001 la StL & H venne formalmente reinserita nella rete Canadian Pacific.

### Canadian Pacific nel nuovo secolo
Nel 2001 la Canadian Pacific Limited scorporò le sue cinque controllate inclusa la CPR, creando altrettante compagnie indipendenti. Canadian Pacific Railway abbreviò il suo nome in Canadian Pacific formalmente (ma non legalmente) all'inizio del 2007. Fu uno dei principali sponsor e fornitore logistico dei Giochi Olimpici invernali del 2010 di Vancouver.
Il 4 settembre 2007 CPR annunciò l'acquisto della Dakota, Minnesota and Eastern Railroad (DM & E) dalla società londinese Electra Private Equity. Tale operazione permetteva alla CPR di accedere ai caricatori di prodotti agricoli, di etanolo e di carbone dei bacini carboniferi degli Stati Uniti nel Wyoming e nel Powder River Basin. Il prezzo di acquisto fu di 1,48 miliardi di dollari USA più oltre 1 miliardo di dollari per la costruzione di raccordi ferroviari e per carico di carbone dal bacino del Powder River. Il 4 ottobre 2007 CPR annunciò di avere completato le operazioni finanziarie necessarie per l'acquisizione che venne completata con la fusione il 31 ottobre 2008.
Oltre alla Dakota, Minnesota ed Eastern Railroad fu acquisita anche la Iowa, Chicago e Eastern Railroad. Il percorso di quest'ultima era parzialmente gestito della controllata CP Soo Line e dalla precedente The Milwaukee Road. L'insieme combinato delle due compagnie si estendeva tra Nord Dakota, Sud Dakota, Minnesota, Wisconsin, Nebraska e Iowa, nonché due brevi tratti in altri due stati che comprendevano, una linea a Kansas City (Missouri) e una linea a Chicago (Illinois) oltre alla concessione per costruire una linea nel bacino del fiume Powder in Wyoming.
Il 28 ottobre 2011 il Fondo speculativo statunitense Pershing Square Capital Management (PSCM) rese noto che possedeva il 12,2 per cento della Canadian Pacific
.L'aumento della quota posseduta al 14,2 per cento rese PSCM il maggiore azionista della ferrovia. Nello stesso mese l'amministratore di Pershing, Bill Ackman, chiese la sostituzione dell'amministratore delegato di CP Fred Green; il 17 maggio 2012, poche ore prima della riunione annuale degli azionisti della ferrovia, Green e altri cinque membri del consiglio, tra cui il presidente John Cleghorn, rassegnarono le dimissioni. Al loro posto i sette candidati, tra cui erano Ackman e il partner, Paul Hilal, furono poi eletti. Il consiglio ricostituito, dopo aver nominato Stephen Tobias (ex vice presidente e chief operating officer della Norfolk Southern Railroad) come CEO ad interim avviò la ricerca di un nuovo CEO, stabilendosi su E. Hunter Harrison, l'ex presidente di CN Rail, il 29 giugno 2012.
La scalata della compagnia ferroviaria provocò uno sciopero di nove giorni da parte dei macchinisti di circa 4.800 locomotive, dei conduttori e dei controllori del traffico che abbandonarono il lavoro il 23 maggio, bloccando il traffico merci canadese con un danno economico stimato in 80 milioni di dollari canadesi. Lo sciopero si concluse con un atto governativo di precettazione costringendo entrambe le parti a giungere ad un accordo vincolante. I treni Canadian Pacific Railway Ltd. ripresero le normali operazioni il 1º giugno 2012.
Il 6 luglio 2013 un treno merci di Canadian Pacific che trasportava petrolio greggio subappaltato all'operatore di linea Montreal, Maine and Atlantic Railway giunto a Lac-Mégantic deragliava provocando 47 vittime.
Il 14 agosto 2013, il governo del Québec inserì la Canadian Pacific Railway, insieme al committente World Fuel Services (WFS), alla lista di persone giuridiche tenute al risarcimento spese per il risanamento ambientale conseguente ai danni del deragliamento.
A questa richiesta oppose ricorso la CPR. Nel febbraio 2014 venne chiesta l'eliminazione graduale dei carri cisterna del tipo coinvolto nel deragliamento
Il 12 ottobre 2014 Canadian Pacific fece un tentativo di accordo per la fusione con American Railway (CSX Transportation).

## Traffico merci

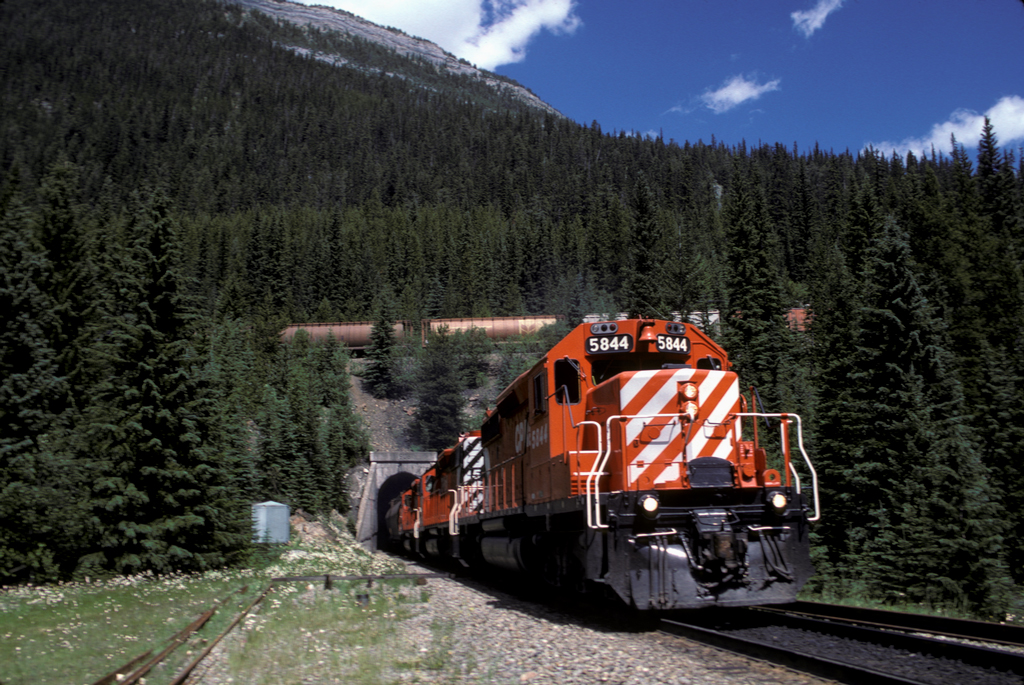
Treno in tripla trazione CP Rail in uscita dal tunnel a spirale nel 1986

Oltre la metà del traffico merci della Canadian Pacific è costituito dal trasporto di carbone, di grano e intermodale con maggioranza dei profitti realizzati in Canada occidentale. In misura minore prodotti industriali, zolfo, fertilizzanti, prodotti chimici, prodotti forestali. La parte più attiva della rete ferroviaria è la linea principale tra Calgary e Vancouver. Dal 1970 il carbone è diventato un prodotto portante dei traini CPR in particolare da Sparwood, in British Columbia, ai terminali di Roberts Bank e North Vancouver da dove viene imbarcato per il Giappone.

## Traffico passeggeri
Fino agli anni sessanta il treno era la principale modalità di trasporto a lunga distanza del Canada. Molte delle carrozze utilizzate dalla Canadian Pacific vennero costruite nelle proprie strutture produttive, denominate CPR Angus Shops, per essere in grado di soddisfare tutte le esigenze di trasporto passeggeri.

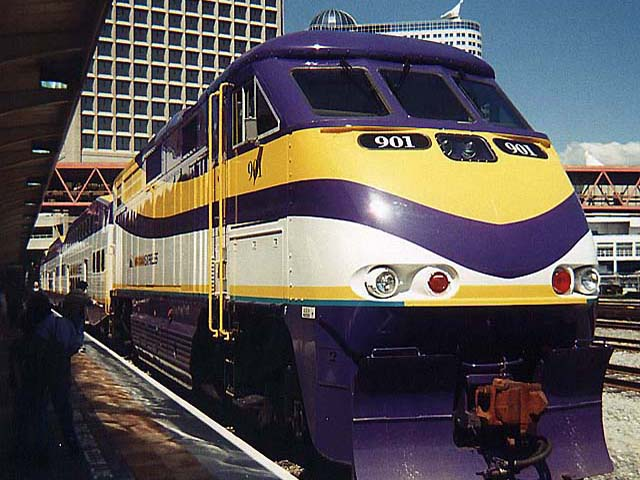
Il West Coast Express nella stazione marittima di Vancouver

La Canadian Pacific integrava il suo servizio transcontinentale con linee di navigazione interna lacustre. Dal 1885 e fino al 1912, le navi collegarono Owen Sound, sulla Georgian Bay, a Fort William. Nel dicembre 1911 in seguito a un grande incendio che distrusse le strutture di ammasso del grano, le operazioni furono trasferite ad un nuovo porto più grande creato da CPR a Port McNicoll nel maggio 1912. Cinque navi vi svolgevano servizio giornaliero. I viaggiatori provenienti da Toronto in treno trovavano nel porto coincidenza con nave e con altro treno a Lakehead. Dopo la seconda guerra mondiale i treni e le navi trasportarono anche automobili oltre che passeggeri. Un servizio caratterizzò l'ultimo collegamento treno-nave del Nord America, lo Steam Boat un veloce treno di collegamento diretto tra Toronto e Port McNicoll. Il servizio di trasporto passeggeri venne interrotto a fine stagione nel 1965.
Il calo progressivo del traffico ferroviario in favore di quello automobilistico e aereo spinsero la Canadian Pacific a trovare soluzioni diverse: dal 9 novembre 1953 furono introdotte su molte linee le automotrici Budd Rail Diesel definite ufficialmente "Dayliners" negli orari CPR che oltre a ridurre i tempi di viaggio permisero consistenti economie di esercizio che salvarono molte linee dalla chiusura per vari anni.
Il 24 aprile 1955 prese l'avvio un treno passeggeri di lusso transcontinentale, denominato The Canadian, tra Vancouver e Toronto/Montreal (a est di Sudbury il treno era diviso in due sezioni). Il treno veniva trainato da locomotive Diesel-elettriche e usava carrozze speciali in acciaio inossidabile del tipo streamline.
Dagli anni sessanta tuttavia iniziò il taglio dei servizi, cominciando dalle linee diramate e secondarie: tra Columbia Britannica e Crowsnest Pass nel gennaio 1964 e nel Québec Centrale in aprile 1967, mentre il treno transcontinentale The Dominion fu soppresso a metà del 1966. Il 29 ottobre 1978 CP Rail cedette tutto il servizio passeggeri a VIA Rail. Dal 15 gennaio 1990, il primo ministro canadese Brian Mulroney dispose consistenti tagli del servizio VIA Rail; il treno "The Canadian" fu spostato dalle linee CPR a quelle della Canadian National, senza cambiare nome ma venne effettuato cadenza trisettimanale e per soli sei mesi l'anno.
Oltre ai servizi di trasporto passeggeri tra le città CPR forniva anche il servizio ferroviario pendolare a Montreal; nel 1970 fu la prima azienda del Canada ad utilizzare carrozze a due piani. Il 1º ottobre 1982, la Société de transport de Montréal (Montreal Urban Community Transit Commission) (STCUM) rilevò la gestione dei servizi pendolari precedentemente forniti da CP Rail.
Canadian Pacific Railway opera in atto due servizi pendolari su contratto di servizio: GO Transit tra Milton e sobborghi di Toronto in Ontario e a Montreal tra Lucien-L'Allier Station e Candiac, tra Rigaud e Blainville–Saint-Jerome. Bombardier Transportation ha assunto il controllo della circolazione dei treni il 5 maggio 2014.

### Dipartimento vagoni letto, ristorante e conferenza
Canadian Pacific decise fin dall'inizio di gestire direttamente i propri vagoni letto, a differenza delle ferrovie degli Stati Uniti nelle quali dipendevano da società specializzate indipendenti. Le carrozze letto CPR venivano gestite da un Dipartimento autonomo, denominato "Sleeping, Dining and Parlour Car Department" che comprendeva anche i vagoni ristorante e salone. L'ambiente interno venne realizzato molto confortevole e spazioso per ordine del Direttore Generale, William Van Horne. La gestione diretta consentiva un migliore controllo del servizio erogato oltre a mantenere all'interno tutti gli introiti, ma il profitto non fu mai alto nella ristorazione dei passeggeri. Più importante era la consapevolezza di mantenere alto il livello di immagine verso i clienti facoltosi che potevano permettersi di percorrere grandi distanze allo scopo di attirarne altri verso il Canada e treni della CPR con il loro parere favorevole.

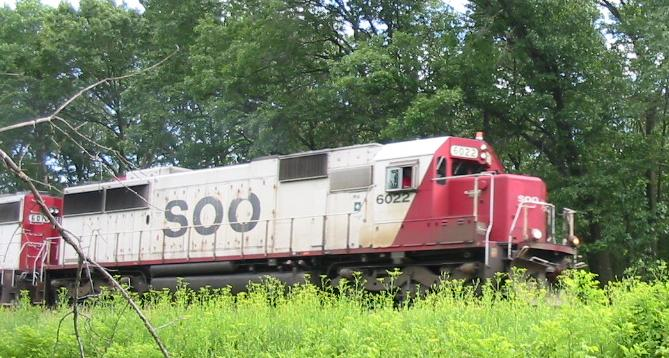
Coppia di locomotive Soo Line 6022, tipo Electro-Motive Diesel SD 60 in testa au treno merci a Wisconsin Dells il 20 giugno 2004

Tra il 1912 e il 1914 la Canadian Pacific estese i suoi interessi anche all'Europa sottoscrivendo accordi con le ferrovie di stato dell'Austria per la circolazione di carrozze panoramiche "Canadian" sui percorsi alpini dell'Arlberg e dei Tauri allo scopo di indirizzarvi clientela britannica, americana e canadese mediante le proprie rotta edi navigazione a vapore. La guerra mise tuttavia fine alla breve avventura europea. Le carrozze venne vendute alle Ferrovie dello Stato italiane e circolarono anche in composizione al treno di Mussolini. Durante la seconda guerra mondiale furono usate anche come carrozze ospedale. Le ultime due unità vennero demolite entro il 1970.

### Trasporti merci espressi
Van Horne strutturò fin dall'inizio l'attività della Canadian Pacific in maniera da ottenere il massimo possibile di entrate differenziandone i servizi oltre che ferroviari anche mediante il telegrafo, i vagoni letto e altre linee di investimento creando reparti o aziende controllate. Gli alberghi furono cruciali per la crescita del CPR attirando viaggiatori e turisti.
La Dominion Express Company fu costituita in modo indipendente nel 1873, ancor prima della CPR, ma il suo impegno nel servizio ferroviario iniziò nell'estate del 1882 da Rat Portage (Kenora), Ontario ovest, a Winnipeg, in Manitoba. Assorbita dalla CPR venne ribattezzata Canadian Express Company il 1º settembre 1926, con la sede trasferita da Winnipeg a Toronto, ma gestita come società a sé stante incaricandosi dell'inoltro e della gestione dei vagoni espressi sui treni, con o senza personale a bordo, che venivano agganciati in testa o in coda ai convogli passeggeri per permetterne un veloce inoltro. Il trasporto si occupava, oltre a tutti i tipi di piccole spedizioni per tutti i tipi di aziende, di prodotti e di merci deperibili come latticini, pollame e uova, fiori freschi e prodotti ittici in carri frigorifero. L'attività prevedeva anche il trasporto di oro e argento in lingotti, denaro, valori e preziosi con scorta armata. A partire dal novembre 1945 il servizio ferroviario venne integrato da quello stradale per servire i luoghi più piccoli. Tale trasporto continuò a espandersi in tutto il Canada ma con la deregolamentazione del 1980 decrebbe rapidamente e venne soppresso dopo alcuni tentativi di riorganizzazione.

## Treni speciali

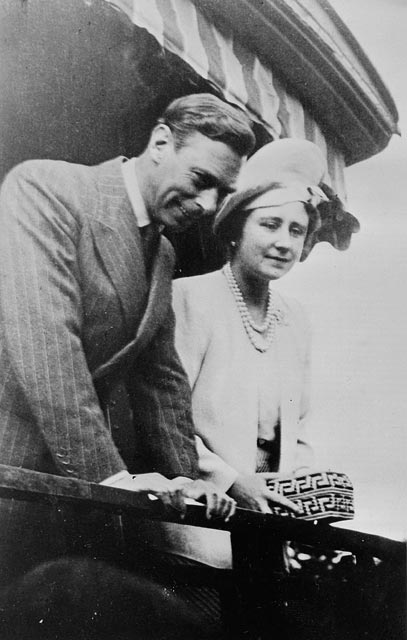
Re Giorgio VI e la Regina Elisabetta a Hope in Columbia Britannica

### Treni reali
Canadian Pacific effettuò un certo numero di treni per trasportare i membri della famiglia reale quando fecero il giro del Canada. Tali treni furono elegantemente arredati con servizi a bordo tra cui un ufficio postale e un negozio di barbiere. Il treno reale più notevole fu quello del 1939, anno in cui CPR e CNR, effettuarono il trasporto da Québec a Vancouver dei reali del Regno Unito Giorgio VI ed Elisabetta. Le locomotive a vapore utilizzate per la trazione del treno furono la CPR 2850, una Hudson costruita nel 1938 da Montreal Locomotive Works, la CNR 6400, la U4a Northern e la CNR 6028 tipo U1b Mountain. L'intero convoglio reale venne dipinto tutto in blu reale, con filetti in colore argento, ad eccezione della locomotiva CNR 6028. Furono percorsi 5189 km attraverso il Canada, con 25 cambi di equipaggio, senza alcun inconveniente. In seguito al viaggio il Re Giorgio permise alla Canadian Pacific di utilizzare il termine "Royal Hudson" per le locomotive CPR semi-aerodinamiche (2820-2864) e l'uso dello stemma con le corone reali sulle loro fiancate.

### Treni della seta
Tra 1890 e 1933, la Canadian Pacific effettuò il trasporto di seta grezza proveniente dall'Estremo oriente dal porto di Vancouver alle aree di New York e del New Jersey ove si trovavano le aziende di lavorazione. Dato il grande valore del prodotto trasportato i treni erano scortati da guardie armate, si fermavano solo per cambiare locomotiva e facevano poche e brevissime fermate. I treni della seta avevano la precedenza su tutti gli altri treni, anche passeggeri importanti. Dalla fine della seconda guerra mondiale in poi l'invenzione della seta sintetica fece crollare il traffico specifico e tipo di servizio si estinse.

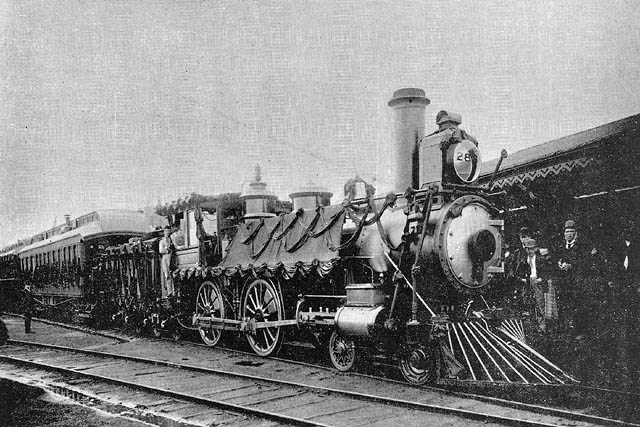
Treno funebre del Primo Ministro John A. Macdonald

### Treni funebri
Tra i servizi particolari svolti dalla Canadian Pacific vi furono anche treni funebri per la traslazione delle spoglie di personalità. Tra di essi sono noti, quello del 10 giugno 1891 per i funerali del primo ministro John A. Macdonald da Ottawa a Kingston composto da cinque carrozze addobbate e trainato dalla locomotiva a vapore CPR 283 e quello del 14 settembre 1915, dell'ex presidente CPR William Cornelius Van Horne da Montreal a Joliet, in Illinois, trainato dalla locomotiva CPR 2213.

### Better Farming Train
Tra il 1914 e il 1922 la CPR fornì il materiale rotabile per il "Better Farming Train", un treno che girava per le aree rurali del Saskatchewan a scopo di formazione divulgativa della ricerca e delle nuove tecniche applicate all'agricoltura; il treno era promosso dall'Università del Saskatchewan e il costo operativo era coperto dal Dipartimento dell'Agricoltura.

### Carrozze scuola
Tra il 1926 e primi anni sessanta la CPR organizzò una carrozza scuola per raggiungere le località isolate del Nord Ontario; questa era provvista di insegnante itinerante. Le carrozze erano dotate delle attrezzature necessarie e contenevano anche librerie e alloggi per l'insegnante.

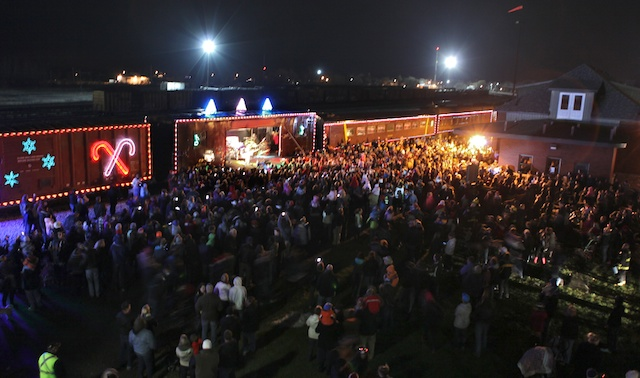
CP Holiday Train; pannelli animati sulle fiancate del treno

### Treni turistici
A partire dal 1999 Canadian organizza un treno speciale natalizio, l'"Holiday train", effettuato lungo la sua linea principale nei mesi di novembre e dicembre per raccogliere donazioni per il banco alimentare e per i poveri. Il treno ha anche scopo pubblicitario ed è dotato di un palcoscenico e di spazi per animatori che viaggiano con il treno.
L'Holiday è un treno composto da carri merci e carrozze passeggeri d'epoca utilizzate come alloggi e per il trasporto di equipaggio e animatori. Dal suo lancio, nel 1999, il programma ha raccolto circa 9,5 milioni di dollari canadesi e 3.300 tonnellate di cibo per banchi alimentari nordamericani.
I treni Holiday effettuati sono due e compiono circa 150 fermate in Canada e nell'area nord-est degli Stati Uniti.

### Treno Royal Canadian Pacific

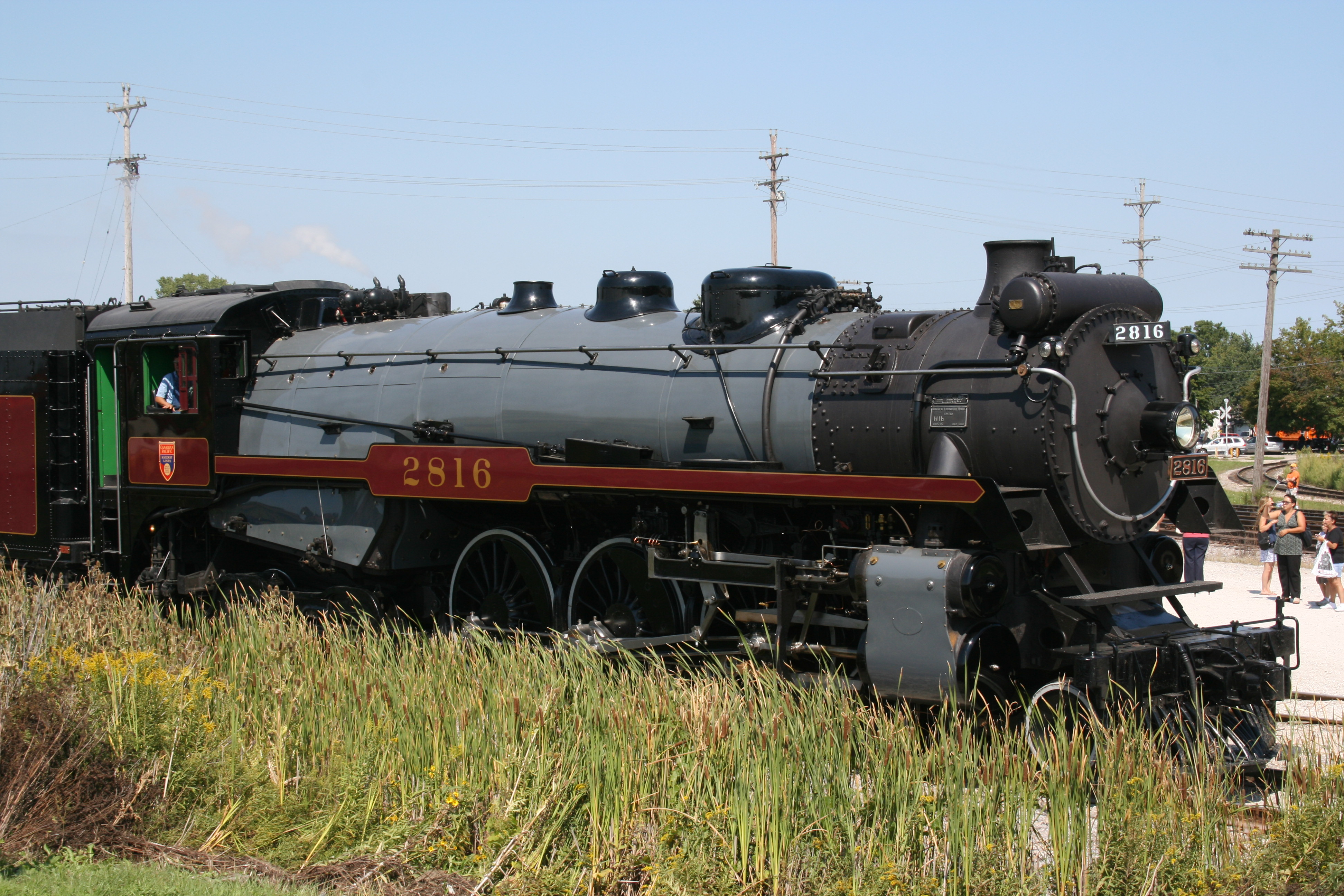
Canadian Pacific 2816 Empress a Sturtevant in Wisconsin, il 1º settembre 2007

Il 7 giugno 2000 venne inaugurato il Royal Canadian Pacific un servizio turistico di lusso, operante tra giugno e settembre, lungo i 1050 km di percorso da Calgary, attraverso la Columbia Valley e ritorno a Calgary via Crowsnest Pass. Il viaggio dura sei giorni e cinque notti. Il treno è composto da otto carrozze di lusso costruite tra il 1916 e il 1931 restaurate ed è trainato da locomotive diesel della prima generazione.

### Treni storici a vapore
Nel 1998 la Canadian Pacific riportò in patria dagli Stati Uniti una sua locomotiva a vapore per treni passeggeri che era stata venduta ad uso monumento statico nel gennaio 1964. La macchina, una Hudson CPR 2816, dopo un restauro di 2 anni e mezzo venne denominata Empress 2816 e rimessa in servizio per promuovere le relazioni pubbliche in gran parte della rete CPR e su linee degli Stati Uniti, utilizzata per vari scopi benefici

## Interessi non ferroviari

### Telegrafo
La concessione originale ottenuta nel 1881 dalla Canadian Pacific prevedeva anche il diritto di creare una rete di comunicazioni telegrafiche e telefoniche. Il telegrafo era ben affermato come mezzo per comunicare in modo rapido a grandi distanze e rappresentava per la ferrovia oltre che un mezzo per il servizio ferroviario vero e proprio anche un utile fonte di introito supplementare. Nel 1882 venne creato un Dipartimento Telegrafi separato; questo sviluppò i collegamenti prima verso gli Stati Uniti e poi anche con cavi sottomarini.
I telegrammi divennero di vitale importanza per le imprese; perfino nelle stazioni più piccole l'agente locale gestiva questo servizio su commissione. Il servizio fu nel tempo modernizzato ma l'avvento di tecnologie più moderne portò definitivamente alla crisi il sistema.

### Radiofonia
Il 17 gennaio 1930 la Canadian Pacific entrò nel settore delle trasmissioni radiofoniche con la creazione di radio in 11 città da costa a costa al fine di organizzare una propria rete radio concorrente con quella di CNR Radio; quest'ultima aveva costruito una rete radio con l'obiettivo promozionale e di intrattenimento dei passeggeri durante il viaggio. L'inizio della Grande Depressione causò l'insuccesso finanziario dell'iniziativa della CPR che in aprile ridusse le trasmissioni alle sole stazioni di Toronto, Montreal e Winnipeg
Il servizio radiofonico CPR proseguì a cura di un gruppo di affiliati ma il rilevamento delle radio della concorrente da parte della Canadian Radio Broadcasting Commission fece cadere ogni ulteriore convenienza e il servizio ebbe termine nel 1935.

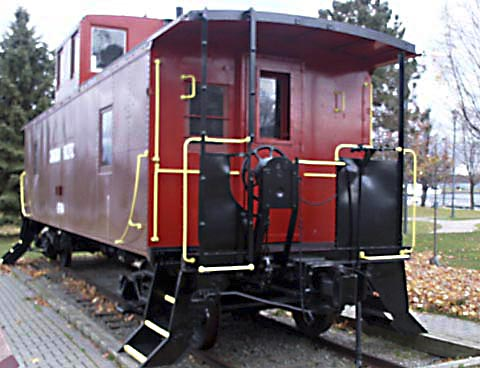
Caboose CPR restaurato ed esposto a Brockville, Ontario

### Navigazione fluviale, lacustre e marina
Le navi a vapore svolsero un ruolo importante nella storia della compagnia sin dagli inizi. Le navi vennero usate per i rifornimenti ai cantieri durante la costruzione della ferrovia in Columbia Britannica. Per raggiungere le zone isolate del nord Ontario furono utilizzati i battelli a vapore per le forniture necessarie ai lavori di costruzione. Allo stesso tempo veniva espletato già un servizio passeggeri regolare verso occidente. I treni effettuati da Toronto a Owen Sound quivi trovavano i piroscafi CPR per Fort William da dove partivano i treni per raggiungere Winnipeg. Prima che fosse stata completata la rete Canadian l'unico modo per raggiungere l'occidente era attraverso gli Stati Uniti, via St. Paul e Winnipeg. Tale servizio di navi a vapore dei Grandi Laghi continuò ad esistere come percorso alternativo per molti anni, sempre gestito dalla ferrovia. Il servizio passeggeri Canadian Pacific sui laghi ebbe termine nel 1965.
Nel 1884 la CPR iniziò l'acquisto di velieri per un supplemento al servizio ferroviario sui Grandi Laghi. Nel corso degli anni la compagnia ferroviaria strutturò ampiamente i suoi servizi di trasporto sull'acqua, mediante la divisione "Canadian Pacific Railway Upper Lake Service", il suo servizio trans-Pacifico, il "Canadian Pacific Railway Coast Service", il "Canadian Pacific Railway Lake and River Service", il suo servizio transatlantico e il traghettamento sulla Baia di Fundy. Nel XX secolo la CPR divenne anche una compagnia di trasporto intercontinentale con due servizi transoceanici di collegamento, tra il Canada e l'Europa e tra il Canada e l'Asia. 
.

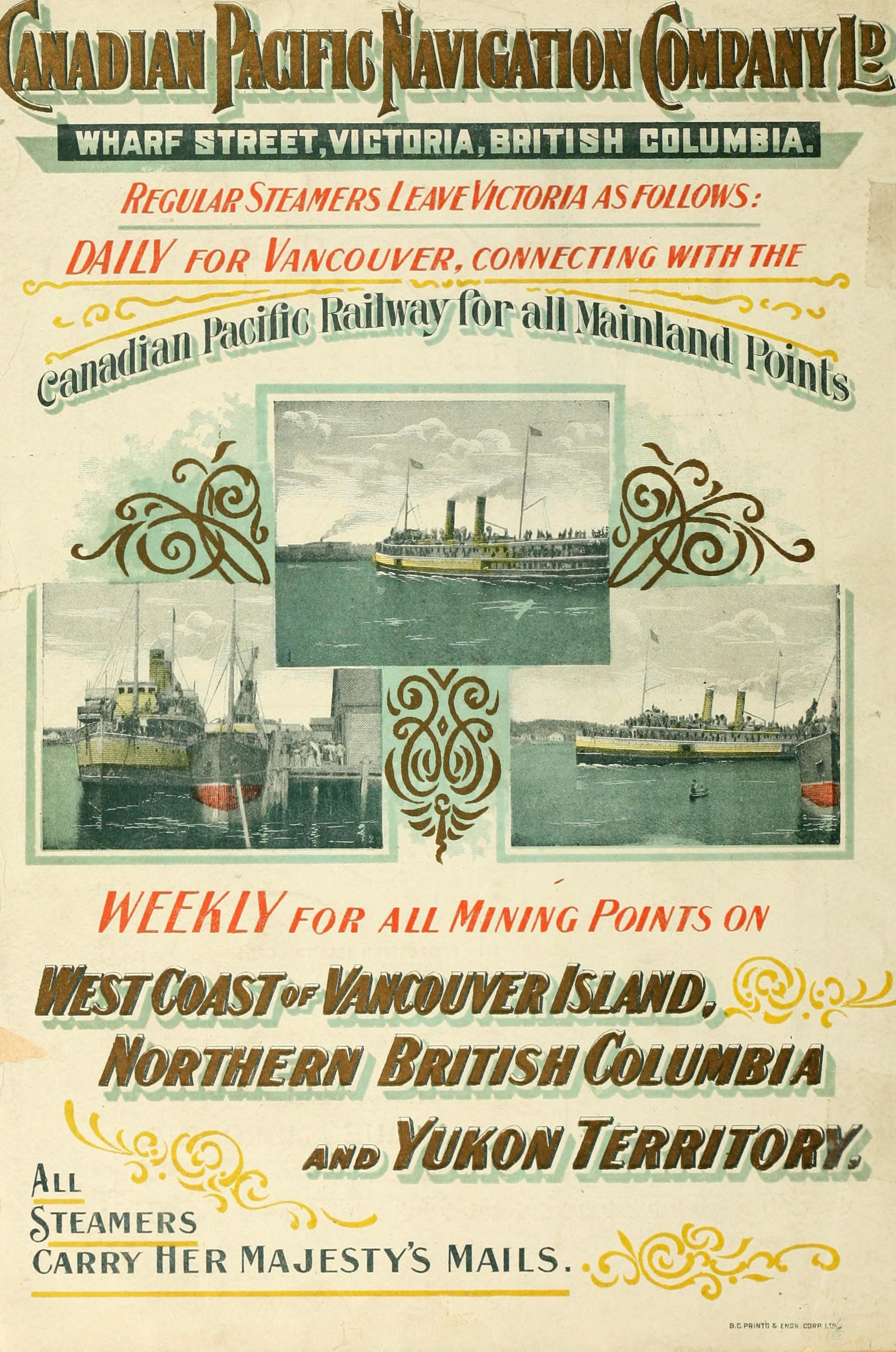
Manifesto pubblicitario della Canadian Pacific Navigation Company acquisita dalla CPR

Completata la ferrovia in Columbia Britannica la CPR si dotò di proprie, eleganti, navi per passeggeri a vapore. I viaggi da e per l'Oriente con carico di tè, seta e altri prodotti di importazione furono un'importante fonte di reddito e un vitale collegamento per l'Impero Britannico. Il servizio atlantico da e per l'Inghilterra iniziò con l'acquisizione di due linee esistenti, la Beaver Line (di proprietà di Elder Dempster) e le Allan Lines che divennero i "Canadian Pacific Ocean Services" (in seguito, "Canadian Pacific Steamships") gestiti separatamente dai servizi lacustri in Canada considerati parte componente delle operazioni ferroviarie. Le rotte trans-oceaniche permettevano di viaggiare dalla Gran Bretagna a Hong Kong utilizzando navi, treni e alberghi tutti della Canadian Pacific; tra questi la nave Empress of India fu famosa per il suo lusso e la velocità. Le navi della compagnia trasportavano anche immigrati provenienti dall'Europa e svolsero un ruolo importante in entrambe le guerre mondiali; molte di loro andarono perse per azione belliche; tra queste vi fu l'Empress of Britain.
La flotta CPR comprendeva anche traghetti ferroviari tra cui quelli tra Windsor e Detroit (Michigan), operanti dal 1890 e fino al 1915. I primi furono battelli a pale in grado di trasportare 16 carri merci ma anche carrozze viaggiatori. Il servizio ebbe termine nel 1915 in seguito a un accordo CPR - Michigan Central per usare il loro tunnel Detroit River, aperto al traffico nel 1910. In seguito a un accordo venne costituita una joint venture Pennsylvania-Ontario Transportation Company nel 1906 per un servizio di traghetto attraverso il lago Erie tra Ashtabula (Ohio) e Port Burwell (Ontario) per trasportare carri merci, soprattutto di carbone, in gran parte destinato ai consumi delle locomotive a vapore CPR; una sola nave la "Ashtabula" effettuava il servizio fino a quando a causa di una collisione nel porto omonimo affondò il 18 settembre 1958 mettendo fine al servizio.
Nel 1888 per collegare la rete CPR tra Prescott (Ontario) e Ogdensburg (New York), venne costituita la "Canadian Pacific Car and Transfer Passenger Company" (un servizio su questa rotta esisteva già dal 1854). Il servizio di traghetto passeggeri ebbe termine nel 1958 in seguito alla costruzione di un ponte ma il servizio merci continuò fino ai docks di Ogdensburg finché questi non vennero distrutti da un incendio il 25 settembre 1970. Il servizio di traghettamento sulla Baia di Fundy operava per passeggeri e merci collegando Digby, Nuova Scozia, e Saint John, Nuovo Brunswick; ebbe termine dopo 78 anni dalla sua istituzione.
Il servizio CP Cargo continuò su entrambi gli oceani con container; CP fu un pioniere dell'intermodale strada-ferrovia-nave. CP Ships fu scorporata nel 2001 e fusa con Hapag-Lloyd nel 2005.

#### Navigazione costiera in Columbia Britannica
Canadian Pacific Railway Coast Service (BCCS) fu istituita nel 1901 quando la CPR, acquisì la Canadian Pacific Navigation Company (con cui non c'era alcuna relazione di parentela) e la sua grande flotta di navi che servivano 72 porti lungo la costa della Columbia Britannica e l'isola di Vancouver. I servizi comprendevano il percorso Vancouver-Victoria-Seattle, Isole del Golfo, Powell River e il servizio Vancouver-Alaska. La BCCS aveva in funzione una flotta di 14 navi passeggeri composta da un certo numero di navi tipo Princess, una nave da carico, tre rimorchiatori e cinque chiatte per trasporto ferroviario i cui servizi continuarono fino al loro declino e furono soppressi alla fine della stagione del 1974. Nel 1977 BCCSS venne rinominata "Coastal Marine Operations" (CMO). Nel 1998 detta società è stata acquistata dal Gruppo Washington Marine che dopo l'acquisto è stato rinominato Seaspan Coastal Intermodal Company e successivamente, nel 2011, Seaspan Ferries Corporation. Il servizio passeggeri venne soppresso nel 1981.

#### Navigazione interna in Columbia Britannica
Il servizio della Canadian Pacific Railway Lake and River si sviluppò lentamente iniziando nella regione di Kootenay, nel sud della Columbia Britannica, in seguito all'acquisto, nel 1897, della "Columbia and Kootenay Steam Navigation Company", che gestiva una sua flotta di battelli a vapore e chiatte sui laghi Arrow; la società venne assorbita come CPR Lake and River Service allargando l'operatività delle navi a vapore dei Laghi Arrow al fiume Columbia, al lago e al fiume Kootenay, ai laghi Okanagan e Skaha, Slocan, Trout e Shuswap, al Lago Kamloops e al fiume Thompson.
Rimorchiatori e chiatte gestivano il materiale ferroviario imbarcando anche interi treni. I servizi gradualmente diminuirono e si conclusero tutti nel 1975 eccetto alcuni rimasti in opera fino al dicembre 1988.

### Canadian Pacific Hotel: gli alberghi
Per promuovere il turismo e la crescita dell'utenza passeggeri la Canadian Pacific costruì una serie di hotel di prima classe: The Algonquin a St. Andrews, nel Nuovo Brunswick, Château Frontenac nel Québec, Fairmont Royal York a Toronto, Minaki Lodge nell'Ontario, Hotel Vancouver, Empress Hotel a Victoria, nella Columbia Britannica e Banff Springs Hotel e Chateau Lake Louise nelle Montagne Rocciose canadesi. Alcuni degli alberghi vennero acquistati dalla concorrente Canadian National nel corso degli anni ottanta. Nel 1998 Canadian Pacific Hotel acquisì la catena Fairmont Hotels, una società americana, diventando Fairmont Hotels and Resorts, Inc. che gestisce sia le storiche proprietà canadesi che le proprietà Fairmont negli Stati Uniti. Nel 2006 è avvenuta la fusione con la Raffles Hotels & Resorts e Swissôtel.

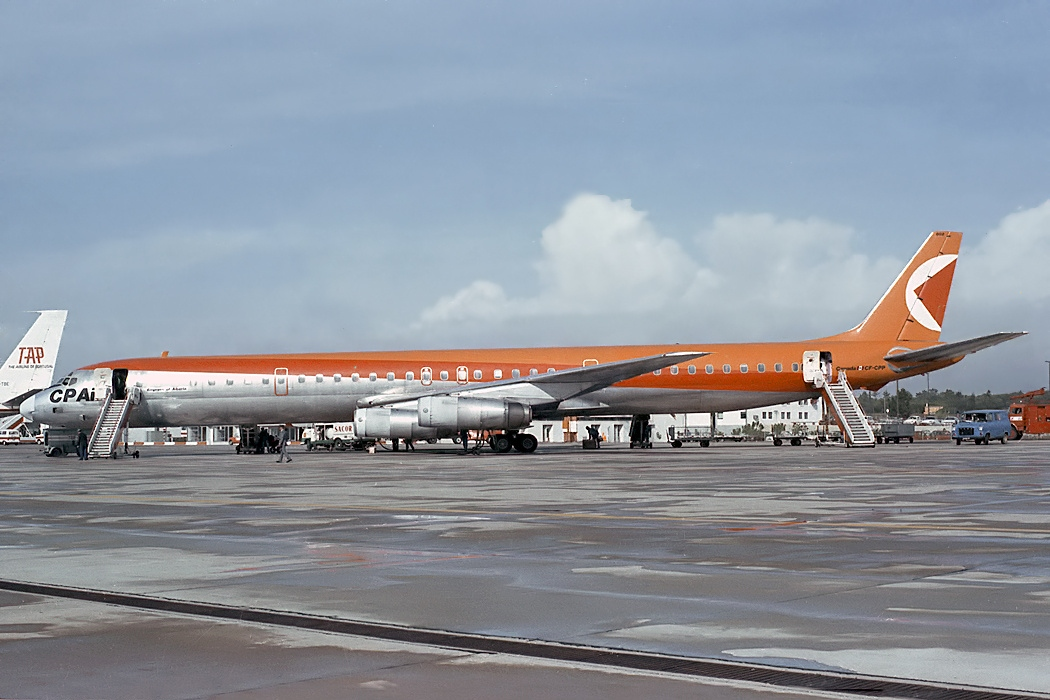
Un aeromobile DC 8 della Canadian Pacific

### Linee aeree
Tra 1942 e 1987 Canadian Pacific fu impegnata anche nel trasporto aereo come Canadian Pacific Airlines e fu il principale concorrente della azienda di stato canadese Air Canada. La base della compagnia aerea era l'aeroporto internazionale di Vancouver e serviva sia rotte interne canadesi che internazionali. Alla fine degli anni ottanta fu acquistata dalla Pacific Western Airlines fondendosi ad essa per creare Canadian Airlines.

## Locomotive

### Locomotive a vapore

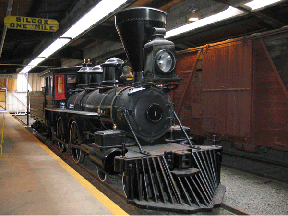
Locomotiva Countess of Dufferin, 2-2-0 "American Standard"

Nei primi anni della sua esistenza Canadian Pacific fece un esteso uso di locomotive a vapore del tipo American Standard con rodiggio 2-2-0. In seguito differenziò il parco locomotive con macchine di rodiggio 2-3-0 per treni passeggeri e 1-4-0 per treni merci. Agli inizi del XX secolo la CPR acquistò o costruì centinaia di cosiddette Ten-Wheeler (2-3-0) per passeggeri e merci e altrettante 1-4-0 e 1-5-0 per treni merci. Per servizi su linee di montagna vennero usate anche delle 1-5-1. Tra 1906 e 1948 vennero acquisite centinaia di locomotive "Pacific" (2-3-1) per l'impiego su treni passeggeri e su merci veloci.

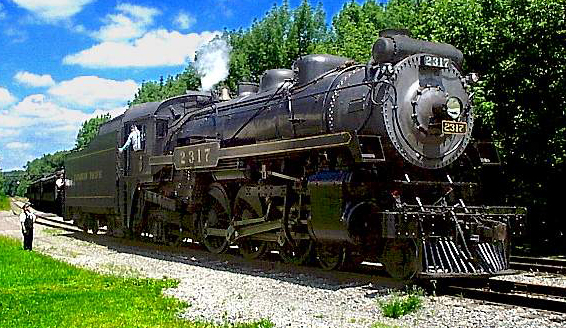
Locomotiva "Pacific" CPR 2317, costruita da Montreal Locomotive Works nel 1923

La Canadian Pacific costruì in proprio centinaia di locomotive a vapore nelle sue officine di Montreal e nei cosiddetti noti Angus Shops.
Le locomotive più note furono le 2-3-2 Hudson, costruite dal 1929, le cui prestazioni cambiarono il modo di concepire i treni passeggeri transcontinentali eliminando i frequenti cambiamenti di macchina lungo il percorso. Il lungo percorso tra Montreal e Vancouver, che richiedeva ben 24 cambi di trazione nel 1886 a causa delle differenti tipologie di percorso, fu possibile effettuarlo con solo 8 cambi utilizzando le Hudson.
Nel 1929 la CPR immise in servizio la sua prima locomotiva Selkirk 1-5-2, la più grande del tipo in servizio in tutto il Canada e l'impero britannico. Prese nome dalla linea delle "Selkirk Mountains" dove prestò servizio passeggeri e merci. La CPR ne acquistò in tutto 37 unità inclusa una con motore sperimentale ad alta pressione, la n. 8000. Le ultime locomotive acquistate dalla CPR furono nel 1949 le Selkirk 5930–5935.
La locomotiva n. 2850 Hudson Royal del treno reale, restaurata, è conservata nella sala espositiva Exporail del Canadian Railway Museum a St. Constant (Delson), Québec. Una della stessa classe n. 2860 fu restaurata dal governo della Columbia Britannica e utilizzata per escursioni sulla British Columbia Railway tra il 1974 e il 1999.

### Locomotive Diesel

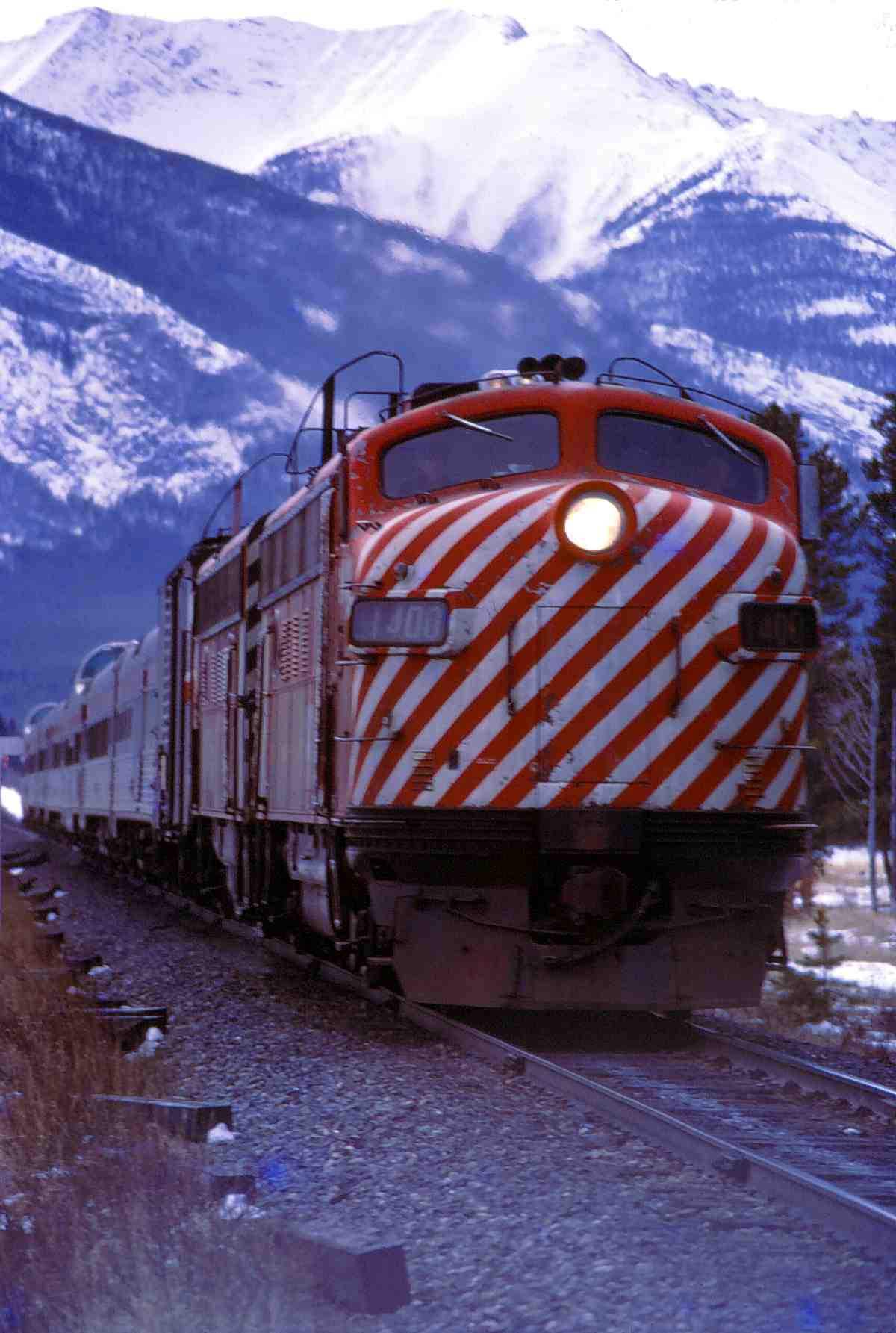
Locomotiva CP in testa a un treno passeggeri per Calgary, intorno al 1973

La Canadian Pacific acquistò la sua prima locomotiva diesel-electrica nel 1937; si trattava di una macchina unica costruita su specifica e marcata 7000; non ebbe buona riuscita e non venne replicata. Vennero poi importati modelli di produzione della American Locomotive Company (ALCO) iniziando con cinque unità del tipo ALCO S-2 e S-4 da manovra seguite da ulteriori ordinativi nel 1943. Nel 1949 vennero trasformate a trazione Diesel le linee del Vermont immettendo in servizio locomotive del tipo Alco FA1 (unità 8A e 4B), 5 unità del tipo ALCO RS-2, 3 Alco S-2 e 3 EMD E8 per treni passeggeri. Dal 1948 Montreal Locomotive Works iniziò a produrre in Canada locomotive su progetto ALCO.
Nel 1949, CPR acquistò 13 locomotive Baldwin dalla Canadian Locomotive Company per le sue linee, isolate dal resto della rete, Esquimalt and Nanaimo Railway e l'isola di Vancouver. Dopo tale sperimentazione diede inizio alla dieselizzazione di tutta la sua rete completandola 11 anni dopo, con l'ultima corsa a vapore effettuata il 6 novembre 1960. Le locomotive CPR della prima generazione furono principalmente di costruzione General Motors Diesel, Montreal Locomotive Works (American Locomotive Company), alcune anche della Canadian Locomotive Company, della Baldwin Locomotive Works e della Fairbanks Morse.
La Canadian Pacific fu, nel 1984, la prima ferrovia del Nord America ad adottare locomotive diesel-elettriche con motori a corrente alternata. Nel 1995 si rivolse a GE Transportation Systems per la fornitura di locomotive con circuiti di trazione in corrente alternata.
La flotta CP:
- EMD GP38-2
- EMD GP40
- EMD GP40-2
- EMD SD40-2
- EMD SD90MAC
- EMD GP9
- EMD SD60
- EMD SW1200
- EMD SW9
- GE AC4400CW
- GE ES44AC
- EMD GP20C-ECO
- EMD SD30C-ECO

## Canadian Pacific Railway Limited
È la società di trasporto che gestisce la rete Canadian Pacific. Fu creata nel 2001 dallo scorporo delle attività ferroviarie della capogruppo Canadian Pacific Limited. Il 3 ottobre dello stesso anno entrò nel mercato azionario, alla borsa di Toronto e di New York sotto il marchio CP. Nel corso del 2003 la compagnia annunciò un utile di 3,5 milioni di dollari canadesi nel trasporto merci. Nell'ottobre 2008, Canadian Pacific Railway Ltd venne citata nella lista dei 10 maggiori operatori economici del Canada; la sua forza lavoro superava le 13.000 unità

### I presidenti della Canadian Pacific nel corso della sua storia
| Periodo   | Nome                                     |
| 1881–1888 | George Stephen Regno Unito/              |
| 1889–1899 | William Cornelius Van Horne Stati Uniti/ |
| 1899–1918 | Thomas George Shaughnessy Stati Uniti/   |
| 1918–1942 | Edward Wentworth Beatty                  |
| 1942–1947 | D'Alton Cory Coleman                     |
| 1947–1948 | William Neal                             |
| 1948–1955 | William Allen Mather                     |
| 1955–1964 | Buck Crump Canada                        |
| 1964–1966 | Robert A. Emerson Canada                 |
| 1966–1972 | Ian David Sinclair Canada                |
| 1972–1981 | Fred Burbidge Canada                     |
| 1981–1990 | William W. Stinson Canada                |
| 1990–2006 | Robert J. Ritchie Canada                 |
| 2006–2012 | Fred Green Canada                        |
| 2012      | Stephen Tobias Stati Uniti               |
| 2012–..   | Hunter Harrison Stati Uniti              |

## Grandi strutture
La CP possiede un gran numero di impianti di grandi dimensioni, di officine, e di strutture per il trasporto merci intermodale.

### Scali di smistamento
Gli scali di smistamento Canadian Pacific utilizzano per la maggior parte le selle di lancio per la composizione e scomposizione dei treni. Molti di questi impianti sono stati chiusi nel 2012 e 2013 nel corso di ristrutturazioni aziendali. Resta attivo solo St. Paul Yard.
- Calgary, Alberta, CPR Alyth Yard; capacità di manovra, 2200 carri giornalieri
- Chicago, Illinois, Bensenville Yard
- Montréal, Québec, St. Luc Yard; attiva dal 1950
- Saint Paul, Minnesota – Pig's Eye Yard/St. Paul Yard
- Toronto, Ontario, CPR Toronto Yard (nota anche come "Toronto Freight Yard" o "Agincourt Yard"); aperta nel 1964
- Winnipeg, Manitoba, Rugby Yard (nota anche come "Weston Yard")

## Joint partnership
- La stazione storica di Toronto viene gestita da un gruppo congiunto Canadian Pacific-Canadian National Railway.